# ATP Challenger Tour 2015
L'ATP Challenger Tour 2015 è stata una serie di tornei internazionali maschili studiati per consentire a giocatori di seconda fascia di acquisire un ranking sufficiente per accedere ai tornei del circuito maggiore. Si sono tenuti 124 tornei con montepremi da 40.000 $ fino a 220.000 $. È stata la 38ª edizione del circuito Challenger, la 7ª sotto questo nome.

## Calendario

### Legenda
| ATP Challenger Tour Finals |
| Serie regolari             |

### Gennaio
| Settimana  | Torneo                                                                                         | Campione                                               | Finalista                          | Semifinalisti                       | Eliminati ai quarti                                                        |
| ---------- | ---------------------------------------------------------------------------------------------- | ------------------------------------------------------ | ---------------------------------- | ----------------------------------- | -------------------------------------------------------------------------- |
| 5 gennaio  | Internationaux de Nouvelle-Calédonie Nouméa, Nuova Caledonia $75,000+H – Cemento – 32S/16Q/16D | Steve Darcis 6–3, 6–2                                  | Adrián Menéndez Maceiras           | Adrian Mannarino Wang Yeu-tzuoo     | Bradley Klahn David Guez Guilherme Clezar Chase Buchanan                   |
| 5 gennaio  | Internationaux de Nouvelle-Calédonie Nouméa, Nuova Caledonia $75,000+H – Cemento – 32S/16Q/16D | Austin Krajicek Tennys Sandgren 7–6(2), 6(5)–7, [10–5] | Jarmere Jenkins Bradley Klahn      | Adrian Mannarino Wang Yeu-tzuoo     | Bradley Klahn David Guez Guilherme Clezar Chase Buchanan                   |
| 5 gennaio  | Onkaparinga Challenger Happy Valley, Australia $75.000 – Cemento – 32S/23Q/16D                 | Ryan Harrison 7–6(8), 6–4                              | Marcos Baghdatis                   | Alex Bolt Andrew Harris             | Maxime Authom Paul-Henri Mathieu Andrej Kuznecov Oleksandr Nedovjesov      |
| 5 gennaio  | Onkaparinga Challenger Happy Valley, Australia $75.000 – Cemento – 32S/23Q/16D                 | Andrej Kuznecov Oleksandr Nedovjesov 7–5, 6–4          | Alex Bolt Andrew Whittington       | Alex Bolt Andrew Harris             | Maxime Authom Paul-Henri Mathieu Andrej Kuznecov Oleksandr Nedovjesov      |
| 12 gennaio | Morocco Tennis Tour - Casablanca Casablanca, Marocco €42,500 – Terra rossa – 32S/23Q/16D       | Lamine Ouahab 6–0, 7–6(6)                              | Javier Martí                       | Guillaume Rufin Laslo Đere          | Rui Machado Adrian Ungur Maxime Teixeira Florent Serra                     |
| 12 gennaio | Morocco Tennis Tour - Casablanca Casablanca, Marocco €42,500 – Terra rossa – 32S/23Q/16D       | Laurynas Grigelis Adrian Ungur 3–6, 6–2, [10–5]        | Flavio Cipolla Alessandro Motti    | Guillaume Rufin Laslo Đere          | Rui Machado Adrian Ungur Maxime Teixeira Florent Serra                     |
| 19 gennaio | Nessun torneo in programma.                                                                    | Nessun torneo in programma.                            | Nessun torneo in programma.        | Nessun torneo in programma.         | Nessun torneo in programma.                                                |
| 26 gennaio | Claro Open Bucaramanga Bucaramanga, Colombia $50,000+H – Terra rossa – 32S/30Q/16D             | Daniel Gimeno Traver 6–3, 1–6, 7–5                     | Gastão Elias                       | Jordi Samper-Montaña Facundo Bagnis | Gerald Melzer Alejandro Falla Andreas Haider-Maurer Víctor Estrella Burgos |
| 26 gennaio | Claro Open Bucaramanga Bucaramanga, Colombia $50,000+H – Terra rossa – 32S/30Q/16D             | Guillermo Durán Andrés Molteni 7–5, 6(8)–7, [10–0]     | Nicolás Barrientos Eduardo Struvay | Jordi Samper-Montaña Facundo Bagnis | Gerald Melzer Alejandro Falla Andreas Haider-Maurer Víctor Estrella Burgos |
| 26 gennaio | Royal Lahaina Challenger Lahaina, Stati Uniti $50,000 – Cemento – 32S/20Q/16D                  | Jared Donaldson 6–1, 6–4                               | Nicolas Meister                    | James McGee Bradley Klahn           | Takanyi Garanganga Stefan Kozlov Dennis Novikov Sandro Ehrat               |
| 26 gennaio | Royal Lahaina Challenger Lahaina, Stati Uniti $50,000 – Cemento – 32S/20Q/16D                  | Jared Donaldson Stefan Kozlov 6–3, 6–4                 | Chase Buchanan Rhyne Williams      | James McGee Bradley Klahn           | Takanyi Garanganga Stefan Kozlov Dennis Novikov Sandro Ehrat               |
| 26 gennaio | Hong Kong ATP Challenger Hong Kong, Hong Kong $50,000 – Cemento – 32S/27Q/16D                  | Kyle Edmund 6–1, 6–2                                   | Tatsuma Itō                        | Yoshihito Nishioka Chung Hyeon      | Saketh Myneni Niels Desein Blaž Kavčič Somdev Devvarman                    |
| 26 gennaio | Hong Kong ATP Challenger Hong Kong, Hong Kong $50,000 – Cemento – 32S/27Q/16D                  | Hsieh Cheng-peng Yi Chu-huan 6–4, 6–2                  | Saketh Myneni Sanam Singh          | Yoshihito Nishioka Chung Hyeon      | Saketh Myneni Niels Desein Blaž Kavčič Somdev Devvarman                    |

### Febbraio
| Settimana   | Torneo                                                                                        | Campione                                                         | Finalista                         | Semifinalisti                          | Eliminati ai quarti                                                     |
| ----------- | --------------------------------------------------------------------------------------------- | ---------------------------------------------------------------- | --------------------------------- | -------------------------------------- | ----------------------------------------------------------------------- |
| 2 febbraio  | Challenger of Dallas Dallas, Stati Uniti $100,000 – Cemento (i)– 32S/32Q/16D                  | Tim Smyczek 6–2, 4–1 rit.                                        | Rajeev Ram                        | Marco Trungelliti Tejmuraz Gabašvili   | Alex Kuznetsov John-Patrick Smith Andrej Rublëv Guido Andreozzi         |
| 2 febbraio  | Challenger of Dallas Dallas, Stati Uniti $100,000 – Cemento (i)– 32S/32Q/16D                  | Denys Molčanov Andrej Rublëv 6–4, 7–6(5)                         | Hans Hach Verdugo Luis Patiño     | Marco Trungelliti Tejmuraz Gabašvili   | Alex Kuznetsov John-Patrick Smith Andrej Rublëv Guido Andreozzi         |
| 2 febbraio  | Burnie International Burnie, Australia $50,000 – Cemento – 32S/27Q/16D                        | Chung Hyeon 6–2, 7–5                                             | Alex Bolt                         | Benjamin Mitchell Matthew Barton       | Zhang Ze Bjorn Fratangelo Kyle Edmund Matthew Ebden                     |
| 2 febbraio  | Burnie International Burnie, Australia $50,000 – Cemento – 32S/27Q/16D                        | Carsten Ball Matt Reid 7–5, 6–4                                  | Radu Albot Matthew Ebden          | Benjamin Mitchell Matthew Barton       | Zhang Ze Bjorn Fratangelo Kyle Edmund Matthew Ebden                     |
| 2 febbraio  | GB Pro-Series Glasgow Glasgow, Regno Unito €42,500 – Cemento (i)– 32S/32Q/16D                 | Niels Desein 7–6(4), 2–6, 7–6(4)                                 | Ruben Bemelmans                   | Oleksandr Nedovjesov David Guez        | Daniel Cox Edward Corrie Roberto Marcora Maxime Authom                  |
| 2 febbraio  | GB Pro-Series Glasgow Glasgow, Regno Unito €42,500 – Cemento (i)– 32S/32Q/16D                 | Wesley Koolhof Matwé Middelkoop 6–1, 6–4                         | Serhij Bubka Oleksandr Nedovjesov | Oleksandr Nedovjesov David Guez        | Daniel Cox Edward Corrie Roberto Marcora Maxime Authom                  |
| 9 febbraio  | Santo Domingo Open Santo Domingo, Repubblica Dominicana $50,000+H – Terra verde – 32S/20Q/16D | Damir Džumhur 7–5, 3–1 rit.                                      | Renzo Olivo                       | Cristian Garín Gastão Elias            | Nicolás Jarry Gerald Melzer Hugo Dellien Roberto Carballés Baena        |
| 9 febbraio  | Santo Domingo Open Santo Domingo, Repubblica Dominicana $50,000+H – Terra verde – 32S/20Q/16D | Roberto Maytín Hans Podlipnik-Castillo Castillo 6–3, 2–6, [10–4] | Romain Arneodo Benjamin Balleret  | Cristian Garín Gastão Elias            | Nicolás Jarry Gerald Melzer Hugo Dellien Roberto Carballés Baena        |
| 9 febbraio  | Internazionali di Tennis di Bergamo Bergamo, Italia €42,500+H – Cemento (i)– 32S/32Q/16D      | Benoît Paire 6–3, 7–6(3)                                         | Oleksandr Nedovjesov              | Illja Marčenko Jürgen Zopp             | Daniel Brands Tim Pütz Farruch Dustov Lucas Pouille                     |
| 9 febbraio  | Internazionali di Tennis di Bergamo Bergamo, Italia €42,500+H – Cemento (i)– 32S/32Q/16D      | Martin Emmrich Andreas Siljeström 6–4, 7–5                       | Błażej Koniusz Mateusz Kowalczyk  | Illja Marčenko Jürgen Zopp             | Daniel Brands Tim Pütz Farruch Dustov Lucas Pouille                     |
| 9 febbraio  | Launceston Tennis International Launceston, Australia $50,000 – Cemento – 32S/17Q/16D         | Bjorn Fratangelo 4–6, 6–2, 6–0                                   | Chung Hyeon                       | Zhang Ze Jordan Thompson               | Bradley Klahn Jose Rubin Statham Harry Bourchier Benjamin Mitchell      |
| 9 febbraio  | Launceston Tennis International Launceston, Australia $50,000 – Cemento – 32S/17Q/16D         | Radu Albot Mitchell Krueger 3–6, 7–5, [11–9]                     | Adam Hubble Jose Rubin Statham    | Zhang Ze Jordan Thompson               | Bradley Klahn Jose Rubin Statham Harry Bourchier Benjamin Mitchell      |
| 16 febbraio | Wrocław Open Breslavia, Polonia €85,000+H – Cemento (i)– 32S/32Q/16D                          | Farruch Dustov 6–3, 6–4                                          | Mirza Bašić                       | Ričardas Berankis Steve Darcis         | Illja Marčenko Jan Mertl Michael Berrer Konstantin Kravčuk              |
| 16 febbraio | Wrocław Open Breslavia, Polonia €85,000+H – Cemento (i)– 32S/32Q/16D                          | Philipp Petzschner Tim Pütz 7–6(4), 6–3                          | Frank Dancevic Andriej Kapaś      | Ričardas Berankis Steve Darcis         | Illja Marčenko Jan Mertl Michael Berrer Konstantin Kravčuk              |
| 16 febbraio | Delhi Open Nuova Delhi, India $100,000 – Cemento – 32S/29Q/16D                                | Somdev Devvarman 3–6, 6–4, 6–0                                   | Yuki Bhambri                      | Kimmer Coppejans Ruben Bemelmans       | Sanam Singh Saketh Myneni Luke Saville Radu Albot                       |
| 16 febbraio | Delhi Open Nuova Delhi, India $100,000 – Cemento – 32S/29Q/16D                                | Jahor Herasimaŭ Aleksandr Kudrjavcev 6(5)–7, 6–4, [10–6]         | Riccardo Ghedin Toshihide Matsui  | Kimmer Coppejans Ruben Bemelmans       | Sanam Singh Saketh Myneni Luke Saville Radu Albot                       |
| 16 febbraio | Morelos Open Cuernavaca, Messico $75,000+H – Cemento – 32S/22Q/16D                            | Víctor Estrella Burgos 7–5, 6–4                                  | Damir Džumhur                     | Gerald Melzer Adrián Menéndez Maceiras | Dennis Novikov Daniel Nguyen Jason Jung Alejandro Falla                 |
| 16 febbraio | Morelos Open Cuernavaca, Messico $75,000+H – Cemento – 32S/22Q/16D                            | Ruben Gonzales Darren Walsh 4–6, 6–3, [12–10]                    | Emilio Gómez Roberto Maytín       | Gerald Melzer Adrián Menéndez Maceiras | Dennis Novikov Daniel Nguyen Jason Jung Alejandro Falla                 |
| 23 febbraio | Challenger La Manche Cherbourg, Francia €42,500+H – Cemento (i)– 32S/27Q/16D                  | Norbert Gombos 6–1, 7–6(4)                                       | Benoît Paire                      | Enzo Couacaud Maxime Authom            | Kenny de Schepper Andrea Arnaboldi Konstantin Kravčuk Maxime Teixeira   |
| 23 febbraio | Challenger La Manche Cherbourg, Francia €42,500+H – Cemento (i)– 32S/27Q/16D                  | Andreas Beck Jan Mertl 6–2, 3–6, [10–3]                          | Rameez Junaid Adil Shamasdin      | Enzo Couacaud Maxime Authom            | Kenny de Schepper Andrea Arnaboldi Konstantin Kravčuk Maxime Teixeira   |
| 23 febbraio | All Japan Indoor Tennis Championships Kyoto, Japan $50,000+H – Cemento (i)– 32S/32Q/16D       | Michał Przysiężny 6–3, 3–6, 6–3                                  | John Millman                      | Andriej Kapaś Tatsuma Itō              | Gō Soeda Yasutaka Uchiyama Hiroki Kondo Hiroki Moriya                   |
| 23 febbraio | All Japan Indoor Tennis Championships Kyoto, Japan $50,000+H – Cemento (i)– 32S/32Q/16D       | Benjamin Mitchell Jordan Thompson 6–3, 6–2                       | Gō Soeda Yasutaka Uchiyama        | Andriej Kapaś Tatsuma Itō              | Gō Soeda Yasutaka Uchiyama Hiroki Kondo Hiroki Moriya                   |
| 23 febbraio | Calcutta ATP Challenger Tour Calcutta, India $50,000 – Cemento – 32S/21Q/16D                  | Radu Albot 7–6(0), 6–1                                           | James Duckworth                   | Ruben Bemelmans Chen Ti                | Jahor Herasimaŭ Richard Becker Ramkumar Ramanathan Aleksandr Kudrjavcev |
| 23 febbraio | Calcutta ATP Challenger Tour Calcutta, India $50,000 – Cemento – 32S/21Q/16D                  | Somdev Devvarman Jeevan Nedunchezhiyan Walkover                  | James Duckworth Luke Saville      | Ruben Bemelmans Chen Ti                | Jahor Herasimaŭ Richard Becker Ramkumar Ramanathan Aleksandr Kudrjavcev |

### Marzo
| Settimana | Torneo                                                                                    | Campione                                              | Finalista                          | Semifinalisti                           | Eliminati ai quarti                                                             |
| --------- | ----------------------------------------------------------------------------------------- | ----------------------------------------------------- | ---------------------------------- | --------------------------------------- | ------------------------------------------------------------------------------- |
| 2 marzo   | Open de Bretagne Quimper Quimper, Francia €42,500+H – Cemento (i)– 32S/24Q/16D            | Benoît Paire 6–4, 3–6, 6–4                            | Grégoire Barrère                   | Farruch Dustov David Guez               | Maxime Teixeira Maxime Authom Illja Marčenko Edward Corrie                      |
| 2 marzo   | Open de Bretagne Quimper Quimper, Francia €42,500+H – Cemento (i)– 32S/24Q/16D            | Flavio Cipolla Dominik Meffert 3–6, 7–6(5), [10–8]    | Martin Emmrich Andreas Siljeström  | Farruch Dustov David Guez               | Maxime Teixeira Maxime Authom Illja Marčenko Edward Corrie                      |
| 9 marzo   | China International Guangzhou Canton, Cina $50,000+H – Cemento – 32S/32Q/16D              | Kimmer Coppejans 7–6(6), 5–7, 6–1                     | Roberto Marcora                    | Márton Fucsovics Chung Hyeon            | Zhang Ze Aldin Šetkić Tristan Lamasine Roberto Carballés Baena                  |
| 9 marzo   | China International Guangzhou Canton, Cina $50,000+H – Cemento – 32S/32Q/16D              | Daniel Muñoz de la Nava Oleksandr Nedovjesov 6–2, 7–5 | Fabrice Martin Purav Raja          | Márton Fucsovics Chung Hyeon            | Zhang Ze Aldin Šetkić Tristan Lamasine Roberto Carballés Baena                  |
| 9 marzo   | Santiago Challenger Santiago del Cile, Cile $40,000+H – Terra rossa – 32S/28Q/16D         | Facundo Bagnis 6–2, 5–7, 6–2                          | Guilherme Clezar                   | Jordi Samper-Montaña Alejandro González | Rubén Ramírez Hidalgo Caio Zampieri Máximo González Juan Ignacio Londero        |
| 9 marzo   | Santiago Challenger Santiago del Cile, Cile $40,000+H – Terra rossa – 32S/28Q/16D         | Andrés Molteni Guido Pella 7–6(7), 3–6, [10–4]        | Andrea Collarini Máximo González   | Jordi Samper-Montaña Alejandro González | Rubén Ramírez Hidalgo Caio Zampieri Máximo González Juan Ignacio Londero        |
| 16 marzo  | Irving Tennis Classic Irving, Stati Uniti $125,000+H – Cemento – 32S/19Q/16D              | Aljaž Bedene 7–6(3), 3–6, 6–3                         | Tim Smyczek                        | Kyle Edmund Gilles Müller               | Steve Darcis Marcos Baghdatis Benjamin Becker Alexander Zverev                  |
| 16 marzo  | Irving Tennis Classic Irving, Stati Uniti $125,000+H – Cemento – 32S/19Q/16D              | Robert Lindstedt Serhij Stachovs'kyj 6–4, 6–4         | Benjamin Becker Philipp Petzschner | Kyle Edmund Gilles Müller               | Steve Darcis Marcos Baghdatis Benjamin Becker Alexander Zverev                  |
| 16 marzo  | Pingshan Open Shenzhen, Cina $75,000+H – Cemento – 32S/27Q/16D                            | Blaž Kavčič 7–5, 6–4                                  | André Ghem                         | Daniel Muñoz de la Nava Sanam Singh     | Tristan Lamasine Uladzimir Ihnacik Aleksandr Kudrjavcev Oleksandr Nedovjesov    |
| 16 marzo  | Pingshan Open Shenzhen, Cina $75,000+H – Cemento – 32S/27Q/16D                            | Gero Kretschmer Alexander Satschko 6–1, 3–6, [10–2]   | Saketh Myneni Divij Sharan         | Daniel Muñoz de la Nava Sanam Singh     | Tristan Lamasine Uladzimir Ihnacik Aleksandr Kudrjavcev Oleksandr Nedovjesov    |
| 16 marzo  | Challenger de Drummondville Drummondville, Canada $50,000+H – Cemento (i)– 32S/21Q/16D    | John-Patrick Smith 6(11)–7, 7–6(3), 7–5               | Frank Dancevic                     | Germain Gigounon Dimităr Kutrovski      | Kevin King Jarmere Jenkins Matteo Donati Alex Kuznetsov                         |
| 16 marzo  | Challenger de Drummondville Drummondville, Canada $50,000+H – Cemento (i)– 32S/21Q/16D    | Philip Bester Chris Guccione 6–4, 7–6(6)              | Frank Dancevic Frank Moser         | Germain Gigounon Dimităr Kutrovski      | Kevin King Jarmere Jenkins Matteo Donati Alex Kuznetsov                         |
| 16 marzo  | Kazan Kremlin Cup Kazan', Russia $40,000+H – Cemento (i)– 32S/28Q/16D                     | Aslan Karacev 6–4, 4–6, 6–3                           | Konstantin Kravčuk                 | Adrian Sikora Yuki Bhambri              | Marsel İlhan Michał Przysiężny Andrea Arnaboldi Evgenij Donskoj                 |
| 16 marzo  | Kazan Kremlin Cup Kazan', Russia $40,000+H – Cemento (i)– 32S/28Q/16D                     | Michail Elgin Igor Zelenay 6–3, 6–3                   | Andrea Arnaboldi Matteo Viola      | Adrian Sikora Yuki Bhambri              | Marsel İlhan Michał Przysiężny Andrea Arnaboldi Evgenij Donskoj                 |
| 23 marzo  | Nessun torneo in programma.                                                               | Nessun torneo in programma.                           | Nessun torneo in programma.        | Nessun torneo in programma.             | Nessun torneo in programma.                                                     |
| 30 marzo  | Israel Open Ra'anana, Israele $125,000 – Cemento – 32S/32Q/16D                            | Nikoloz Basilašvili 4–6, 6–4, 6–3                     | Lukáš Lacko                        | Radu Albot Michael Berrer               | Evgenij Donskoj Blaž Rola Marsel İlhan Laslo Đere                               |
| 30 marzo  | Israel Open Ra'anana, Israele $125,000 – Cemento – 32S/32Q/16D                            | Mate Pavić Michael Venus 6–1, 6–4                     | Rameez Junaid Adil Shamasdin       | Radu Albot Michael Berrer               | Evgenij Donskoj Blaž Rola Marsel İlhan Laslo Đere                               |
| 30 marzo  | Open Guadeloupe Le Gosier, Guadaloupa $100,000+H – Cemento – 32S/16Q/16D                  | Ruben Bemelmans 7–6(6), 6–3                           | Édouard Roger-Vasselin             | Kyle Edmund Henrique Cunha              | Omar Jasika Benoît Paire André Ghem John-Patrick Smith                          |
| 30 marzo  | Open Guadeloupe Le Gosier, Guadaloupa $100,000+H – Cemento – 32S/16Q/16D                  | James Cerretani Antal van der Duim 6–1, 6–3           | Wesley Koolhof Matwé Middelkoop    | Kyle Edmund Henrique Cunha              | Omar Jasika Benoît Paire André Ghem John-Patrick Smith                          |
| 30 marzo  | San Luis Potosí Challenger San Luis Potosí, Messico $50,000+H – Terra rossa – 32S/32Q/16D | Guido Pella 6–3, 6–3                                  | James McGee                        | James Duckworth Paolo Lorenzi           | Tejmuraz Gabašvili Adrián Menéndez Maceiras Andrés Molteni Juan Ignacio Londero |
| 30 marzo  | San Luis Potosí Challenger San Luis Potosí, Messico $50,000+H – Terra rossa – 32S/32Q/16D | Guillermo Durán Horacio Zeballos 7–6(4), 6–4          | Sergio Galdós Guido Pella          | James Duckworth Paolo Lorenzi           | Tejmuraz Gabašvili Adrián Menéndez Maceiras Andrés Molteni Juan Ignacio Londero |

### Aprile
| Settimana | Torneo                                                                                          | Campione                                                              | Finalista                                   | Semifinalisti                                 | Eliminati ai quarti                                                         |
| --------- | ----------------------------------------------------------------------------------------------- | --------------------------------------------------------------------- | ------------------------------------------- | --------------------------------------------- | --------------------------------------------------------------------------- |
| 6 aprile  | Tennis Napoli Cup Napoli, Italia €106,500+H – Terra rossa – 32S/26Q/16D                         | Daniel Muñoz de la Nava 6–2, 6–1                                      | Matteo Donati                               | Marco Cecchinato Thomas Fabbiano              | Andrea Arnaboldi Gianluigi Quinzi Nikoloz Basilašvili Rubén Ramírez Hidalgo |
| 6 aprile  | Tennis Napoli Cup Napoli, Italia €106,500+H – Terra rossa – 32S/26Q/16D                         | Ilija Bozoljac Filip Krajinović 6–1, 6–2                              | Nikoloz Basilašvili Aljaksandr Bury         | Marco Cecchinato Thomas Fabbiano              | Andrea Arnaboldi Gianluigi Quinzi Nikoloz Basilašvili Rubén Ramírez Hidalgo |
| 6 aprile  | Torneo Internacional Challenger Leon León, Messico $75,000+H – Cemento – 32S/32Q/16D            | Austin Krajicek 6(3)–7, 7–6(5), 6–4                                   | Adrián Menéndez Maceiras                    | Horacio Zeballos Alejandro Falla              | Gerald Melzer Daniel Nguyen Adam El Mihdawy Giovanni Lapentti               |
| 6 aprile  | Torneo Internacional Challenger Leon León, Messico $75,000+H – Cemento – 32S/32Q/16D            | Austin Krajicek Rajeev Ram 6–2, 7–5                                   | Guillermo Durán Horacio Zeballos            | Horacio Zeballos Alejandro Falla              | Gerald Melzer Daniel Nguyen Adam El Mihdawy Giovanni Lapentti               |
| 6 aprile  | Batman Cup Batman, Turchia €42,500 – Cemento – 32S/10Q/16D                                      | Dudi Sela 6(5)–7, 6–3, 6–3                                            | Blaž Kavčič                                 | Hiroki Moriya Saketh Myneni                   | Radu Albot Matthew Ebden Nikola Milojević Mirza Bašić                       |
| 6 aprile  | Batman Cup Batman, Turchia €42,500 – Cemento – 32S/10Q/16D                                      | Aslan Karacev Jaraslaŭ Šyla 7–6(4), 4–6, [10–5]                       | Mate Pavić Michael Venus                    | Hiroki Moriya Saketh Myneni                   | Radu Albot Matthew Ebden Nikola Milojević Mirza Bašić                       |
| 6 aprile  | Saint-Brieuc Challenger Saint-Brieuc, Francia €35,000+H – Cemento (i)– 32S/21Q/16D              | Nicolas Mahut 3–6, 7–6(3), 6–4                                        | Yūichi Sugita                               | Lucas Pouille Constant Lestienne              | Nikola Mektić Remi Boutillier Vincent Millot Jesse Huta Galung              |
| 6 aprile  | Saint-Brieuc Challenger Saint-Brieuc, Francia €35,000+H – Cemento (i)– 32S/21Q/16D              | Grégoire Burquier Alexandre Sidorenko 6–2, 7–5                        | Ruben Gonzales Darren Walsh                 | Lucas Pouille Constant Lestienne              | Nikola Mektić Remi Boutillier Vincent Millot Jesse Huta Galung              |
| 13 aprile | Sarasota Open Sarasota, Stati Uniti $100,000 – Terra verde – 32S/32Q/16D                        | Federico Delbonis 6–4, 6–2                                            | Facundo Bagnis                              | Chase Buchanan Renzo Olivo                    | James McGee Frances Tiafoe Jason Kubler Jared Donaldson                     |
| 13 aprile | Sarasota Open Sarasota, Stati Uniti $100,000 – Terra verde – 32S/32Q/16D                        | Facundo Argüello Facundo Bagnis 3–6, 6–2, [13–11]                     | Chung Hyeon Divij Sharan                    | Chase Buchanan Renzo Olivo                    | James McGee Frances Tiafoe Jason Kubler Jared Donaldson                     |
| 13 aprile | Mersin Cup Mersin, Turchia €42,500 – Terra rossa – 32S/32Q/16D                                  | Kimmer Coppejans 6–2, 6–2                                             | Marsel İlhan                                | Filip Krajinović Íñigo Cervantes              | Constant Lestienne Victor Hănescu Tarō Daniel Antonio Veić                  |
| 13 aprile | Mersin Cup Mersin, Turchia €42,500 – Terra rossa – 32S/32Q/16D                                  | Mate Pavić Michael Venus 5–7, 6–3, [10–4]                             | Riccardo Ghedin Ramkumar Ramanathan         | Filip Krajinović Íñigo Cervantes              | Constant Lestienne Victor Hănescu Tarō Daniel Antonio Veić                  |
| 20 aprile | Jalisco Open Guadalajara, Messico $100,000+H – Cemento – 32S/26Q/16D                            | Rajeev Ram 6–1, 6–2                                                   | Jason Jung                                  | Kevin King Connor Smith                       | Adrián Menéndez Maceiras Marcelo Arévalo Adam El Mihdawy John-Patrick Smith |
| 20 aprile | Jalisco Open Guadalajara, Messico $100,000+H – Cemento – 32S/26Q/16D                            | Austin Krajicek Rajeev Ram 7–5, 4–6, [10–6]                           | Marcelo Demoliner Miguel Ángel Reyes Varela | Kevin King Connor Smith                       | Adrián Menéndez Maceiras Marcelo Arévalo Adam El Mihdawy John-Patrick Smith |
| 20 aprile | Campeonato Internacional de Tenis de Santos Santos, Brasile $50,000 – Terra rossa – 32S/32Q/16D | Blaž Rola 6–3, 3–6, 6–3                                               | Germain Gigounon                            | Orlando Luz Guido Pella                       | Agustín Velotti André Ghem Andrés Molteni Pedro Sakamoto                    |
| 20 aprile | Campeonato Internacional de Tenis de Santos Santos, Brasile $50,000 – Terra rossa – 32S/32Q/16D | Máximo González Roberto Maytín 6–4, 7–6(4)                            | Andrés Molteni Guido Pella                  | Orlando Luz Guido Pella                       | Agustín Velotti André Ghem Andrés Molteni Pedro Sakamoto                    |
| 20 aprile | Savannah Challenger Savannah, Stati Uniti $50,000 – Terra verde – 32S/24Q/16D                   | Chung Hyeon 6–3, 6–2                                                  | James McGee                                 | Frances Tiafoe Bjorn Fratangelo               | Tim Smyczek Mitchell Krueger Gastão Elias Jared Donaldson                   |
| 20 aprile | Savannah Challenger Savannah, Stati Uniti $50,000 – Terra verde – 32S/24Q/16D                   | Guillermo Durán Horacio Zeballos 6–4, 6–3                             | Dennis Novikov Julio Peralta                | Frances Tiafoe Bjorn Fratangelo               | Tim Smyczek Mitchell Krueger Gastão Elias Jared Donaldson                   |
| 20 aprile | Torneo Città di Vercelli Vercelli, Italia €42,500 – Terra rossa – 32S/32Q/16D                   | Tarō Daniel 6–3, 1–6, 6–4                                             | Filippo Volandri                            | Rubén Ramírez Hidalgo Marco Cecchinato        | Antonio Veić Kyle Edmund Salvatore Caruso Arthur De Greef                   |
| 20 aprile | Torneo Città di Vercelli Vercelli, Italia €42,500 – Terra rossa – 32S/32Q/16D                   | Andrea Arnaboldi Hans Podlipnik-Castillo Castillo 6(5)–7, 7–5, [10–3] | Sjarhej Betoŭ Michail Elgin                 | Rubén Ramírez Hidalgo Marco Cecchinato        | Antonio Veić Kyle Edmund Salvatore Caruso Arthur De Greef                   |
| 27 aprile | Santaizi ATP Challenger Taipei, Taiwan $75,000+H – Carpet (i)– 32S/14Q/16D                      | Samuel Groth 6(5)–7, 6–4, 7–6(3)                                      | Konstantin Kravčuk                          | Matthew Ebden Yuki Bhambri                    | Lu Yen-hsun Illja Marčenko Gō Soeda Tatsuma Itō                             |
| 27 aprile | Santaizi ATP Challenger Taipei, Taiwan $75,000+H – Carpet (i)– 32S/14Q/16D                      | Matthew Ebden Wang Chieh-fu 6–1, 6–4                                  | Sanchai Ratiwatana Sonchat Ratiwatana       | Matthew Ebden Yuki Bhambri                    | Lu Yen-hsun Illja Marčenko Gō Soeda Tatsuma Itō                             |
| 27 aprile | China International Anning Anning, Cina $50,000+H – Terra rossa – 32S/20Q/16D                   | Franko Škugor 7–5, 6–2                                                | Gavin Van Peperzeel                         | Grega Žemlja Yang Tsung-hua                   | James Duckworth Wu Di Lee Duck-hee Bai Yan                                  |
| 27 aprile | China International Anning Anning, Cina $50,000+H – Terra rossa – 32S/20Q/16D                   | Bai Yan Wu Di 6–3, 6–4                                                | Karunuday Singh Andrew Whittington          | Grega Žemlja Yang Tsung-hua                   | James Duckworth Wu Di Lee Duck-hee Bai Yan                                  |
| 27 aprile | São Paulo Challenger de Tênis San Paolo, Brasile $50,000 – Terra rossa – 32S/32Q/16D            | Guido Pella 7–5, 7–6(1)                                               | Christian Lindell                           | Guido Andreozzi José Hernández                | Germain Gigounon Gonzalo Lama Orlando Luz Rogério Dutra da Silva            |
| 27 aprile | São Paulo Challenger de Tênis San Paolo, Brasile $50,000 – Terra rossa – 32S/32Q/16D            | Chase Buchanan Blaž Rola 6–4, 6–4                                     | Guido Andreozzi Sergio Galdós               | Guido Andreozzi José Hernández                | Germain Gigounon Gonzalo Lama Orlando Luz Rogério Dutra da Silva            |
| 27 aprile | Tallahassee Challenger Tallahassee, Stati Uniti $50,000 – Terra rossa (verde) – 32S/15Q/16D     | Facundo Argüello 2–6, 7–6(5), 6–4                                     | Frances Tiafoe                              | Tennys Sandgren Jared Donaldson               | Emilio Gómez Bjorn Fratangelo Vincent Millot Mitchell Krueger               |
| 27 aprile | Tallahassee Challenger Tallahassee, Stati Uniti $50,000 – Terra rossa (verde) – 32S/15Q/16D     | Dennis Novikov Julio Peralta 6–2, 6–4                                 | Somdev Devvarman Sanam Singh                | Tennys Sandgren Jared Donaldson               | Emilio Gómez Bjorn Fratangelo Vincent Millot Mitchell Krueger               |
| 27 aprile | ATP Challenger Torino Torino, Italia €42,500+H – Terra rossa – 32S/22Q/16D                      | Marco Cecchinato 6–2, 6–3                                             | Kimmer Coppejans                            | Maxime Hamou Adrian Ungur                     | Jesse Huta Galung Aslan Karacev Kyle Edmund Gianluca Naso                   |
| 27 aprile | ATP Challenger Torino Torino, Italia €42,500+H – Terra rossa – 32S/22Q/16D                      | Wesley Koolhof Matwé Middelkoop 4–6, 6–3, [10–5]                      | Dino Marcan Antonio Šančić                  | Maxime Hamou Adrian Ungur                     | Jesse Huta Galung Aslan Karacev Kyle Edmund Gianluca Naso                   |
| 27 aprile | Ostrava Open Challenger Ostrava, Repubblica Ceca €42,500 – Terra rossa – 32S/26Q/16D            | Íñigo Cervantes 7–6(5), 6–4                                           | Adam Pavlásek                               | Daniel Muñoz de la Nava Rubén Ramírez Hidalgo | Lucas Pouille Hans Podlipnik-Castillo Castillo Jozef Kovalík Andrej Martin  |
| 27 aprile | Ostrava Open Challenger Ostrava, Repubblica Ceca €42,500 – Terra rossa – 32S/26Q/16D            | Andrej Martin Hans Podlipnik-Castillo Castillo 4–6, 7–5, [10–1]       | Roman Jebavý Jan Šátral                     | Daniel Muñoz de la Nava Rubén Ramírez Hidalgo | Lucas Pouille Hans Podlipnik-Castillo Castillo Jozef Kovalík Andrej Martin  |

### Maggio
| Settimana | Torneo                                                                                              | Campione                                                  | Finalista                         | Semifinalisti                         | Eliminati ai quarti                                                |
| --------- | --------------------------------------------------------------------------------------------------- | --------------------------------------------------------- | --------------------------------- | ------------------------------------- | ------------------------------------------------------------------ |
| 4 maggio  | Busan Open Pusan, Corea del Sud $100,000+H – Cemento – 32S/27Q/16D                                  | Chung Hyeon 6–3, 6–1                                      | Lukáš Lacko                       | Grega Žemlja Zhang Ze                 | Nam Ji-sung Frederik Nielsen Gō Soeda Franko Škugor                |
| 4 maggio  | Busan Open Pusan, Corea del Sud $100,000+H – Cemento – 32S/27Q/16D                                  | Sanchai Ratiwatana Sonchat Ratiwatana 7–6(2), 3–6, [10–7] | Nam Ji-sung Song Min-kyu          | Grega Žemlja Zhang Ze                 | Nam Ji-sung Frederik Nielsen Gō Soeda Franko Škugor                |
| 4 maggio  | Open du Pays d'Aix Aix-en-Provence, Francia €64,000+H – Terra rossa – 32S/15Q/16D                   | Robin Haase 7–6(1), 6–2                                   | Paul-Henri Mathieu                | Alexander Zverev Malek Jaziri         | John Millman André Ghem Jonathan Eysseric Laurent Rochette         |
| 4 maggio  | Open du Pays d'Aix Aix-en-Provence, Francia €64,000+H – Terra rossa – 32S/15Q/16D                   | Robin Haase Aisam-ul-Haq Qureshi 6–1, 6–2                 | Nicholas Monroe Artem Sitak       | Alexander Zverev Malek Jaziri         | John Millman André Ghem Jonathan Eysseric Laurent Rochette         |
| 4 maggio  | Open Cali I Cali, Colombia $50,000+H – Terra rossa – 32S/25Q/16D                                    | Fernando Romboli 4–6, 6–3, 6–2                            | Giovanni Lapentti                 | Nicolás Barrientos Nicolás Jarry      | Blaž Rola Marcelo Arévalo José Hernández Gonzalo Lama              |
| 4 maggio  | Open Cali I Cali, Colombia $50,000+H – Terra rossa – 32S/25Q/16D                                    | Marcelo Demoliner Miguel Ángel Reyes Varela 6–1, 6–2      | Emilio Gómez Roberto Maytín       | Nicolás Barrientos Nicolás Jarry      | Blaž Rola Marcelo Arévalo José Hernández Gonzalo Lama              |
| 4 maggio  | Karshi Challenger Karshi, Uzbekistan $50,000+H – Cemento – 32S/21Q/16D                              | Tejmuraz Gabašvili 5–2 rit.                               | Evgenij Donskoj                   | Aslan Karacev Matthew Ebden           | Yuki Bhambri Riccardo Ghedin Adrián Menéndez Maceiras Aldin Šetkić |
| 4 maggio  | Karshi Challenger Karshi, Uzbekistan $50,000+H – Cemento – 32S/21Q/16D                              | Yuki Bhambri Adrián Menéndez Maceiras 5–7, 6–3, [10–8]    | Sjarhej Betoŭ Michail Elgin       | Aslan Karacev Matthew Ebden           | Yuki Bhambri Riccardo Ghedin Adrián Menéndez Maceiras Aldin Šetkić |
| 4 maggio  | Garden Open Roma, Italia €42,500+H – Terra rossa – 32S/22Q/16D                                      | Aljaž Bedene 7–5, 6–2                                     | Adam Pavlásek                     | Potito Starace Marco Cecchinato       | Tarō Daniel Kyle Edmund Adrian Ungur Dustin Brown                  |
| 4 maggio  | Garden Open Roma, Italia €42,500+H – Terra rossa – 32S/22Q/16D                                      | Dustin Brown František Čermák 6–1, 6–2                    | Andrés Molteni Marco Trungelliti  | Potito Starace Marco Cecchinato       | Tarō Daniel Kyle Edmund Adrian Ungur Dustin Brown                  |
| 11 maggio | Tournoi International de Tennis de Bordeaux Bordeaux, Francia €85,000+H – Terra rossa – 32S/18Q/16D | Thanasi Kokkinakis 6–4, 1–6, 7–6(5)                       | Thiemo de Bakker                  | Jonathan Eysseric Jürgen Zopp         | Norbert Gombos Lucas Pouille André Ghem Roberto Carballés Baena    |
| 11 maggio | Tournoi International de Tennis de Bordeaux Bordeaux, Francia €85,000+H – Terra rossa – 32S/18Q/16D | Thiemo de Bakker Robin Haase 6–3, 7–5                     | Lucas Pouille Serhij Stachovs'kyj | Jonathan Eysseric Jürgen Zopp         | Norbert Gombos Lucas Pouille André Ghem Roberto Carballés Baena    |
| 11 maggio | Heilbronner Neckarcup Heilbronn, Germania €42,500+H – Terra rossa – 32S/24Q/16D                     | Alexander Zverev 6–1, 7–6(7)                              | Guido Pella                       | Yoshihito Nishioka Jan-Lennard Struff | Andreas Beck Jozef Kovalík Bjorn Fratangelo Matthias Bachinger     |
| 11 maggio | Heilbronner Neckarcup Heilbronn, Germania €42,500+H – Terra rossa – 32S/24Q/16D                     | Mateusz Kowalczyk Igor Zelenay 6–4, 6–3                   | Dominik Meffert Tim Pütz          | Yoshihito Nishioka Jan-Lennard Struff | Andreas Beck Jozef Kovalík Bjorn Fratangelo Matthias Bachinger     |
| 11 maggio | Samarkand Challenger Samarcanda, Uzbekistan $50,000+H – Terra rossa – 32S/22Q/16D                   | Tejmuraz Gabašvili 6–3, 6–1                               | Yuki Bhambri                      | Matthew Ebden Saketh Myneni           | Liam Broady Boy Westerhof Adrián Menéndez Maceiras Brydan Klein    |
| 11 maggio | Samarkand Challenger Samarcanda, Uzbekistan $50,000+H – Terra rossa – 32S/22Q/16D                   | Sjarhej Betoŭ Michail Elgin 6–4, 6–3                      | Laslo Đere Peđa Krstin            | Matthew Ebden Saketh Myneni           | Liam Broady Boy Westerhof Adrián Menéndez Maceiras Brydan Klein    |
| 11 maggio | Seoul Open Challenger Seul, Corea del Sud $50,000 – Cemento – 32S/32Q/16D                           | Gō Soeda 3–6, 6–3, 6–3                                    | Chung Hyeon                       | Lu Yen-hsun Zhang Ze                  | Wu Di Denis Kudla Dimităr Kutrovski Lee Duck-hee                   |
| 11 maggio | Seoul Open Challenger Seul, Corea del Sud $50,000 – Cemento – 32S/32Q/16D                           | Gong Maoxin Peng Hsien-yin 6–4, 7–5                       | Hyung-Taik Lee Danai Udomchoke    | Lu Yen-hsun Zhang Ze                  | Wu Di Denis Kudla Dimităr Kutrovski Lee Duck-hee                   |
| 18 maggio | Eskişehir Cup Eskişehir, Turchia €42,500 – Cemento – 32S/16Q/16D                                    | Paolo Lorenzi 7–6(4), 7–6(5)                              | Íñigo Cervantes                   | Remi Boutillier Yannick Jankovits     | Matthew Ebden Peđa Krstin Marco Chiudinelli Adrien Bossel          |
| 18 maggio | Eskişehir Cup Eskişehir, Turchia €42,500 – Cemento – 32S/16Q/16D                                    | Sjarhej Betoŭ Michail Elgin 6–4, 6(2)–7, [10–7]           | Chen Ti Ruan Roelofse             | Remi Boutillier Yannick Jankovits     | Matthew Ebden Peđa Krstin Marco Chiudinelli Adrien Bossel          |
| 25 maggio | Internazionali Città di Vicenza Vicenza, Italia €42,500 – Terra rossa – 32S/26Q/16D                 | Íñigo Cervantes 6–4, 6–2                                  | John Millman                      | Thiemo de Bakker Bjorn Fratangelo     | Facundo Bagnis Pedro Cachín Guido Pella Guido Andreozzi            |
| 25 maggio | Internazionali Città di Vicenza Vicenza, Italia €42,500 – Terra rossa – 32S/26Q/16D                 | Facundo Bagnis Guido Pella 6–2, 6–4                       | Salvatore Caruso Federico Gaio    | Thiemo de Bakker Bjorn Fratangelo     | Facundo Bagnis Pedro Cachín Guido Pella Guido Andreozzi            |

### Giugno
| Settimana | Torneo                                                                                          | Campione                                          | Finalista                                | Semifinalisti                          | Eliminati ai quarti                                                                   |
| --------- | ----------------------------------------------------------------------------------------------- | ------------------------------------------------- | ---------------------------------------- | -------------------------------------- | ------------------------------------------------------------------------------------- |
| 1 giugno  | Czech Open Prostějov, Repubblica Ceca €106,500+H – Terra rossa – 32S/31Q/16D                    | Jiří Veselý 6–4, 6–2                              | Laslo Đere                               | João Souza Uladzimir Ihnacik           | Dušan Lajović Marcel Granollers André Ghem Filip Krajinović                           |
| 1 giugno  | Czech Open Prostějov, Repubblica Ceca €106,500+H – Terra rossa – 32S/31Q/16D                    | Julian Knowle Philipp Oswald 4–6, 6–3, [11–9]     | Mateusz Kowalczyk Igor Zelenay           | João Souza Uladzimir Ihnacik           | Dušan Lajović Marcel Granollers André Ghem Filip Krajinović                           |
| 1 giugno  | Franken Challenge Fürth, Germania €35,000+H – Terra rossa – 32S/32Q/16D                         | Tarō Daniel 6–3, 6–0                              | Albert Montañés                          | Albert Ramos Viñolas Blaž Rola         | Inigo Cervantes Elias Ymer Horacio Zeballos Lorenzo Giustino                          |
| 1 giugno  | Franken Challenge Fürth, Germania €35,000+H – Terra rossa – 32S/32Q/16D                         | Guillermo Durán Horacio Zeballos 6–1, 6–3         | Inigo Cervantes Renzo Olivo              | Albert Ramos Viñolas Blaž Rola         | Inigo Cervantes Elias Ymer Horacio Zeballos Lorenzo Giustino                          |
| 1 giugno  | Gimcheon Open Gimcheon, Corea del Sud $50,000 – Cemento – 32S/19Q/16D                           | Alexander Sarkissian 7–6(5), 6–4                  | Connor Smith                             | Kim Cheong-Eui Hiroyasu Ehara          | Christopher O'Connell Kim Young Seok Nam Ji Sung Jose Statham                         |
| 1 giugno  | Gimcheon Open Gimcheon, Corea del Sud $50,000 – Cemento – 32S/19Q/16D                           | Li Zhe Jose Statham 6–4, 6–2                      | Dean O'Brien Ruan Roelofse               | Kim Cheong-Eui Hiroyasu Ehara          | Christopher O'Connell Kim Young Seok Nam Ji Sung Jose Statham                         |
| 1 giugno  | Manchester Trophy Manchester, Regno Unito €42,500 – Erba – 32S/21Q/16D                          | Samuel Groth 7–5, 6–1                             | Luke Saville                             | Konstantin Kravčuk Rajeev Ram          | Brydan Klein Matthew Ebden Joshua Milton James Ward                                   |
| 1 giugno  | Manchester Trophy Manchester, Regno Unito €42,500 – Erba – 32S/21Q/16D                          | Chris Guccione André Sá ritiro                    | Raven Klaasen Rajeev Ram                 | Konstantin Kravčuk Rajeev Ram          | Brydan Klein Matthew Ebden Joshua Milton James Ward                                   |
| 1 giugno  | Venice Challenge Save Cup Mestre, Italia €42,500 – Terra rossa – 32S/31Q/16D                    | Máximo González 6–1, 6–3                          | Jozef Kovalík                            | Paolo Lorenzi José Hernandez-Fernandez | Nicolás Jarry Roberto Carballes-Baena Potito Starace Calvin Hemery                    |
| 1 giugno  | Venice Challenge Save Cup Mestre, Italia €42,500 – Terra rossa – 32S/31Q/16D                    | Flavio Cipolla Potito Starace 5–7, 7–6(3), [10–4] | Facundo Bagnis Sergio Galdós             | Paolo Lorenzi José Hernandez-Fernandez | Nicolás Jarry Roberto Carballes-Baena Potito Starace Calvin Hemery                    |
| 8 giugno  | Città di Caltanissetta Caltanissetta, Italia €106,500+H – Terra rossa – 32S/32Q/16D             | Elias Ymer 6–3, 6–2                               | Bjorn Fratangelo                         | Albert Ramos Viñolas Marco Cecchinato  | Gastão Elias Guido Pella Alejandro González Guilherme Clezar                          |
| 8 giugno  | Città di Caltanissetta Caltanissetta, Italia €106,500+H – Terra rossa – 32S/32Q/16D             | Guido Andreozzi Guillermo Durán 6–3, 6–2          | Lee Hsin-han Alessandro Motti            | Albert Ramos Viñolas Marco Cecchinato  | Gastão Elias Guido Pella Alejandro González Guilherme Clezar                          |
| 8 giugno  | Moskow Challenger Mosca, Russia $50,000+H – Terra rossa – 32S/32Q/16D                           | Daniel Munoz-De La Nava 6–0, 6–1                  | Radu Albot                               | Horacio Zeballos Andrej Rublëv         | Marcel Granollers Damir Džumhur Evgenij Donskoj Tejmuraz Gabašvili                    |
| 8 giugno  | Moskow Challenger Mosca, Russia $50,000+H – Terra rossa – 32S/32Q/16D                           | Renzo Olivo Horacio Zeballos 7–5, 6–3             | Julio Peralta Matt Seeberger             | Horacio Zeballos Andrej Rublëv         | Marcel Granollers Damir Džumhur Evgenij Donskoj Tejmuraz Gabašvili                    |
| 8 giugno  | Sparta Prague Open Praga, Repubblica Ceca €42,500+H – Terra rossa – 32S/32Q/16D                 | Norbert Gombos 7–6(5), 5–7, 7–6(2)                | Albert Montañés                          | Oleksandr Nedovjesov Kimmer Coppejans  | Jozef Kovalík Tarō Daniel Márton Fucsovics Inigo Cervantes                            |
| 8 giugno  | Sparta Prague Open Praga, Repubblica Ceca €42,500+H – Terra rossa – 32S/32Q/16D                 | Mateusz Kowalczyk Igor Zelenay 6–2, 7–6(5)        | Roberto Maytín Miguel Angel Reyes-Varela | Oleksandr Nedovjesov Kimmer Coppejans  | Jozef Kovalík Tarō Daniel Márton Fucsovics Inigo Cervantes                            |
| 8 giugno  | Surbiton Trophy Surbiton, Regno Unito €42,500 – Erba – 32S/32Q/16D                              | Matthew Ebden 6(4)–7, 6–4, 7–6(5)                 | Denis Kudla                              | James McGee Brydan Klein               | Joshua Milton Ryan Harrison Yoshihito Nishioka John-Patrick Smith                     |
| 8 giugno  | Surbiton Trophy Surbiton, Regno Unito €42,500 – Erba – 32S/32Q/16D                              | Ken Skupski Neal Skupski 6–3, 6–4                 | Marcus Daniell Marcelo Demoliner         | James McGee Brydan Klein               | Joshua Milton Ryan Harrison Yoshihito Nishioka John-Patrick Smith                     |
| 15 giugno | Poprad-Tatry Challenger Tour Poprad, Slovacchia €42,500+H – Terra rossa – 32S/32Q/16D           | Adam Pavlásek 6–2, 3–6, 6–3                       | Hans Podlipnik-Castillo                  | Norbert Gombos André Ghem              | Uladzimir Ihnacik Peter Torebko Antonio Veić Jan Satral                               |
| 15 giugno | Poprad-Tatry Challenger Tour Poprad, Slovacchia €42,500+H – Terra rossa – 32S/32Q/16D           | Roman Jebavý Jan Satral 6–2, 6–2                  | Norbert Gombos Adam Pavlásek             | Norbert Gombos André Ghem              | Uladzimir Ihnacik Peter Torebko Antonio Veić Jan Satral                               |
| 15 giugno | Fergana Challenger Fergana, Uzbekistan $50,000+H – Cemento – 32S/32Q/16D                        | Tejmuraz Gabašvili 6–2, 1-0 ritiro                | Alexander Kudryavtsev                    | Chen Ti Radu Albot                     | Karen Chačanov Nikola Milojević Denys Molčanov Aldin Šetkić                           |
| 15 giugno | Fergana Challenger Fergana, Uzbekistan $50,000+H – Cemento – 32S/32Q/16D                        | Sjarhej Betoŭ Michail Elgin 6–3, 7–5              | Denys Molčanov Franko Škugor             | Chen Ti Radu Albot                     | Karen Chačanov Nikola Milojević Denys Molčanov Aldin Šetkić                           |
| 15 giugno | Ilkley Trophy Ilkley, Regno Unito €42,500 – Erba – 32S/32Q/16D                                  | Denis Kudla 6–3, 6–4                              | Matthew Ebden                            | James McGee Ivan Dodig                 | Mirza Bašić Joshua Milton Andrej Kuznecov Dudi Sela                                   |
| 15 giugno | Ilkley Trophy Ilkley, Regno Unito €42,500 – Erba – 32S/32Q/16D                                  | Marcus Daniell Marcelo Demoliner 7–6(3), 6–4      | Ken Skupski Neal Skupski                 | James McGee Ivan Dodig                 | Mirza Bašić Joshua Milton Andrej Kuznecov Dudi Sela                                   |
| 15 giugno | Internazionali di Tennis Città di Perugia Perugia, Italia €42,500+H – Terra rossa – 32S/32Q/16D | Pablo Carreño Busta 6–2, 6–2                      | Matteo Viola                             | Marco Cecchinato Filippo Volandri      | Jose Hernandez-Fernandez Ruben Ramirez-Hidalgo Yang Tsung-hua Roberto Carballes-Baena |
| 15 giugno | Internazionali di Tennis Città di Perugia Perugia, Italia €42,500+H – Terra rossa – 32S/32Q/16D | Andrea Collarini Andres Molteni 6–3, 7–5          | James Cerretani Costin Paval             | Marco Cecchinato Filippo Volandri      | Jose Hernandez-Fernandez Ruben Ramirez-Hidalgo Yang Tsung-hua Roberto Carballes-Baena |
| 15 giugno | Internationaux de Tennis de Blois Blois, Francia €35,000+H – Terra rossa – 32S/32Q/16D          | Mathias Bourgue 2–6, 6–4, 6–2                     | Daniel Munoz-De La Nava                  | Calvin Hemery Alejandro González       | Máximo González Horacio Zeballos Renzo Olivo Christian Lindell                        |
| 15 giugno | Internationaux de Tennis de Blois Blois, Francia €35,000+H – Terra rossa – 32S/32Q/16D          | Remi Boutillier Maxime Teixeira 6–3, 4–6, [10–8]  | Guilherme Clezar Nicolás Kicker          | Calvin Hemery Alejandro González       | Máximo González Horacio Zeballos Renzo Olivo Christian Lindell                        |
| 22 giugno | Aspria Tennis Cup – Trofeo CDI Milano, Italia €42,500 – Terra rossa – 32S/32Q/16D               | Federico Delbonis 6–1, 7–6(6)                     | Rogério Dutra da Silva                   | Marco Cecchinato Calvin Hemery         | Benoît Paire Flavio Cipolla Filippo Volandr Laslo Đere                                |
| 22 giugno | Aspria Tennis Cup – Trofeo CDI Milano, Italia €42,500 – Terra rossa – 32S/32Q/16D               | Nikola Metkić Antonio Šančić 6–3, 6–4             | Cristian Garín Juan Carlos Saez          | Marco Cecchinato Calvin Hemery         | Benoît Paire Flavio Cipolla Filippo Volandr Laslo Đere                                |
| 29 giugno | Marburg Open Marburgo, Germania €42,500+H – Terra rossa – 32S/32Q/16D                           | Inigo Cervantes 2–6, 7–6(3), 6–3                  | Nils Langer                              | Karen Chačanov Daniel Brands           | Mirza Bašić Jan Satral Arthur De Greef Rogério Dutra da Silva                         |
| 29 giugno | Marburg Open Marburgo, Germania €42,500+H – Terra rossa – 32S/32Q/16D                           | Wesley Koolhof Matwé Middelkoop 6–1, 7–5          | Tobias Kamke Simon Stadler               | Karen Chačanov Daniel Brands           | Mirza Bašić Jan Satral Arthur De Greef Rogério Dutra da Silva                         |
| 29 giugno | Padova Challenger Padova, Italia €42,500+H – Terra rossa – 32S/32Q/16D                          | Andrej Martin 0–6, 6–4, 7–6(6)                    | Albert Montañés                          | Calvin Hemery Federico Gaio            | Alessandro Giannessi Marco Cecchinato Hans Podlipnik-Castillo Ruben Ramirez-Hidalgo   |
| 29 giugno | Padova Challenger Padova, Italia €42,500+H – Terra rossa – 32S/32Q/16D                          | Michail Elgin Andrej Rublëv 6–4, 7–6(4)           | Federico Gaio Alessandro Giannessi       | Calvin Hemery Federico Gaio            | Alessandro Giannessi Marco Cecchinato Hans Podlipnik-Castillo Ruben Ramirez-Hidalgo   |

### Luglio
| Settimana | Torneo                                                                                          | Campione                                               | Finalista                               | Semifinalisti                      | Eliminati ai quarti                                                   |
| --------- | ----------------------------------------------------------------------------------------------- | ------------------------------------------------------ | --------------------------------------- | ---------------------------------- | --------------------------------------------------------------------- |
| 6 luglio  | Braunschweig Open Braunschweig, Germania €106,500+H – Terra rossa – 32S/32Q/16D                 | Filip Krajinović 6–2, 6–4                              | Paul-Henri Mathieu                      | Tarō Daniel Thiemo De Bakker       | Pablo Carreño Busta Daniel Brands Horacio Zeballos Nils Langer        |
| 6 luglio  | Braunschweig Open Braunschweig, Germania €106,500+H – Terra rossa – 32S/32Q/16D                 | Sjarhej Betoŭ Michail Elgin 3–6, 6–1, [10–5]           | Damir Džumhur Franko Škugor             | Tarō Daniel Thiemo De Bakker       | Pablo Carreño Busta Daniel Brands Horacio Zeballos Nils Langer        |
| 6 luglio  | Internazionali di Tennis Città di Todi Todi, Italia €42,500+H – Terra rossa – 32S/32Q/16D       | Aljaž Bedene 7–6(3), 6–3                               | Nicolás Kicker                          | Marco Cecchinato Matteo Donati     | Germain Gigounon Stéphane Robert Andrea Arnaboldi Alejandro González  |
| 6 luglio  | Internazionali di Tennis Città di Todi Todi, Italia €42,500+H – Terra rossa – 32S/32Q/16D       | Flavio Cipolla Máximo González 6–4, 6–1                | Andreas Beck Peter Gojowczyk            | Marco Cecchinato Matteo Donati     | Germain Gigounon Stéphane Robert Andrea Arnaboldi Alejandro González  |
| 6 luglio  | Nielsen Pro Tennis Championships Winnetka, Stati Uniti $50,000 – Cemento – 32S/32Q/16D          | Somdev Devvarman 7–5, 4–6, 7–6(5)                      | Daniel Nguyen                           | Ryan Harrison Adrien Bossel        | Nicolas Meister Blaž Kavčič Jared Hiltzik Mitchell Krueger            |
| 6 luglio  | Nielsen Pro Tennis Championships Winnetka, Stati Uniti $50,000 – Cemento – 32S/32Q/16D          | Johan Brunström Nicholas Monroe 4–6, 6–4, [10–8]       | Sekou Bangoura Frank Dancevic           | Ryan Harrison Adrien Bossel        | Nicolas Meister Blaž Kavčič Jared Hiltzik Mitchell Krueger            |
| 13 luglio | Poznań Open Poznań, Polonia €64,000+H – Terra rossa – 32S/32Q/16D                               | Pablo Carreño Busta 6–4, 6–4                           | Radu Albot                              | Lucas Pouille Adam Pavlásek        | Jan Satral André Ghem Peđa Krstin Pere Riba                           |
| 13 luglio | Poznań Open Poznań, Polonia €64,000+H – Terra rossa – 32S/32Q/16D                               | Michail Elgin Mateusz Kowalczyk 3–6, 6–3, [10–6]       | Julio Peralta Matt Seeberger            | Lucas Pouille Adam Pavlásek        | Jan Satral André Ghem Peđa Krstin Pere Riba                           |
| 13 luglio | San Benedetto Tennis Cup San Benedetto del Tronto, Italia €64,000+H – Terra rossa – 32S/32Q/16D | Albert Ramos Viñolas 6–2, 6–4                          | Alessandro Giannessi                    | Salvatore Caruso Marco Cecchinato  | Matteo Donati Maxime Hamou Paolo Lorenzi Filippo Volandri             |
| 13 luglio | San Benedetto Tennis Cup San Benedetto del Tronto, Italia €64,000+H – Terra rossa – 32S/32Q/16D | Dino Marcan Antonio Šančić 6–3, 6(10)–7, [12–10]       | Cesar Ramirez Miguel Angel Reyes-Varela | Salvatore Caruso Marco Cecchinato  | Matteo Donati Maxime Hamou Paolo Lorenzi Filippo Volandri             |
| 20 luglio | Challenger de Granby Granby, Canada $100,000 – Cemento – 32S/32Q/16D                            | Vincent Millot 6–4, 6–4                                | Philip Bester                           | Matteo Donati Yoshihito Nishioka   | Eric Quigley Yasutaka Uchiyama Félix Auger-Aliassime Jean-Yves Aubone |
| 20 luglio | Challenger de Granby Granby, Canada $100,000 – Cemento – 32S/32Q/16D                            | Philip Bester Peter Polansky 6(5)–7, 7–6(2), [10–7]    | Enzo Couacaud Luke Saville              | Matteo Donati Yoshihito Nishioka   | Eric Quigley Yasutaka Uchiyama Félix Auger-Aliassime Jean-Yves Aubone |
| 20 luglio | Binghamton Challenger Binghamton, Stati Uniti $50,000 – Cemento – 32S/32Q/16D                   | Kyle Edmund 6–2, 6–3                                   | Bjorn Fratangelo                        | Sekou Bangoura Brydan Klein        | Mitchell Krueger Dennis Novikov Frederik Nielsen Nicolas Meister      |
| 20 luglio | Binghamton Challenger Binghamton, Stati Uniti $50,000 – Cemento – 32S/32Q/16D                   | Dean O'Brien Ruan Roelofse 6–1, 7–6(0)                 | Daniel Nguyen Dennis Novikov            | Sekou Bangoura Brydan Klein        | Mitchell Krueger Dennis Novikov Frederik Nielsen Nicolas Meister      |
| 20 luglio | Guzzini Challenger Recanati, Italia €42,500+H – Cemento – 32S/32Q/16D                           | Mirza Bašić 6–4, 3–6, 7–6(4)                           | Ričardas Berankis                       | Márton Fucsovics Michał Przysiężny | Salvatore Caruso Yannick Mertens Joshua Milton Ruben Bemelmans        |
| 20 luglio | Guzzini Challenger Recanati, Italia €42,500+H – Cemento – 32S/32Q/16D                           | Divij Sharan Ken Skupski 4–6, 7–6(3), [10–6]           | Ilija Bozoljac Flavio Cipolla           | Márton Fucsovics Michał Przysiężny | Salvatore Caruso Yannick Mertens Joshua Milton Ruben Bemelmans        |
| 20 luglio | The Hague Open Scheveningen, Paesi Bassi €42,500+H – Terra rossa – 32S/32Q/16D                  | Nikoloz Basilašvili 6(3)–7, 7–6(4), 6–3                | Andrej Kuznecov                         | Robin Haase Thiemo De Bakker       | Adrian Ungur Adam Pavlásek Andrej Martin Daniel Munoz-De La Nava      |
| 20 luglio | The Hague Open Scheveningen, Paesi Bassi €42,500+H – Terra rossa – 32S/32Q/16D                  | Ariel Behar Marcelo Demoliner 0-0 ritiro               | Aslan Karacev Andrej Kuznecov           | Robin Haase Thiemo De Bakker       | Adrian Ungur Adam Pavlásek Andrej Martin Daniel Munoz-De La Nava      |
| 20 luglio | Tampere Open Tampere, Finlandia €42,500+H – Terra rossa – 32S/32Q/16D                           | Tristan Lamasine 6–3, 6–2                              | André Ghem                              | Jarkko Nieminen Vladimir Ivanov    | Jürgen Zopp Jan Satral Maxime Hamou Andreas Beck                      |
| 20 luglio | Tampere Open Tampere, Finlandia €42,500+H – Terra rossa – 32S/32Q/16D                           | André Ghem Tristan Lamasine 7–6(5), 7–6(4)             | Harri Heliövaara Patrik Niklas-Salminen | Jarkko Nieminen Vladimir Ivanov    | Jürgen Zopp Jan Satral Maxime Hamou Andreas Beck                      |
| 27 luglio | President's Cup Astana, Kazakistan $75,000 – Cemento – 32S/32Q/16D                              | Michail Kukuškin 6–4, 6–2                              | Evgenij Donskoj                         | Dmitrij Popko Konstantin Kravčuk   | Denys Molčanov Chen Ti Maksim Dubarenko Yannick Mertens               |
| 27 luglio | President's Cup Astana, Kazakistan $75,000 – Cemento – 32S/32Q/16D                              | Konstantin Kravčuk Denys Molčanov 6–2, 6–2             | Chung Yunseong Djurabeck Karimov        | Dmitrij Popko Konstantin Kravčuk   | Denys Molčanov Chen Ti Maksim Dubarenko Yannick Mertens               |
| 27 luglio | Biella Challenger Biella, Italia €42,500 – Terra rossa – 32S/32Q/16D                            | Andrej Martin 6–2, 6–2                                 | Nicolás Kicker                          | Gianluca Naso Salvatore Caruso     | Lamine Ouahab Hans Podlipnik-Castillo Tomislav Brkić Thomas Fabbiano  |
| 27 luglio | Biella Challenger Biella, Italia €42,500 – Terra rossa – 32S/32Q/16D                            | Andrej Martin Hans Podlipnik-Castillo 7–5, 1–6, [10–8] | Alexandru-Daniel Carpen Dino Marcan     | Gianluca Naso Salvatore Caruso     | Lamine Ouahab Hans Podlipnik-Castillo Tomislav Brkić Thomas Fabbiano  |
| 27 luglio | Lexington Challenger Lexington, Stati Uniti $50,000 – Cemento – 32S/32Q/16D                     | John Millman 6–3, 3–6, 6–4                             | Yasutaka Uchiyama                       | Bjorn Fratangelo Mitchell Krueger  | Yoshihito Nishioka Yuki Bhambri Omar Jasika Guilherme Clezar          |
| 27 luglio | Lexington Challenger Lexington, Stati Uniti $50,000 – Cemento – 32S/32Q/16D                     | Carsten Ball Brydan Klein 6–4, 7–6(4)                  | Dean O'Brien Ruan Roelofse              | Bjorn Fratangelo Mitchell Krueger  | Yoshihito Nishioka Yuki Bhambri Omar Jasika Guilherme Clezar          |

### Agosto
| Settimana | Torneo | Campione                                                   | Finalista                          | Semifinalisti                            | Eliminati ai quarti                                                         |
| --------- | --- | ---------------------------------------------------------- | ---------------------------------- | ---------------------------------------- | --------------------------------------------------------------------------- |
| 3 agosto  | Liberec Open Liberec, Repubblica Ceca €42,500+H – Terra rossa – 32S/32Q/16D                                | Tobias Kamke 7–6(6), 6–4                                   | Andrej Martin                      | Radu Albot Horacio Zeballos              | Hans Podlipnik-Castillo Adam Pavlásek Renzo Olivo Inigo Cervantes           |
| 3 agosto  | Liberec Open Liberec, Repubblica Ceca €42,500+H – Terra rossa – 32S/32Q/16D                                | Andrej Martin Hans Podlipnik-Castillo 7–5, 6(3)–7, [10–5]  | Wesley Koolhof Matwé Middelkoop    | Radu Albot Horacio Zeballos              | Hans Podlipnik-Castillo Adam Pavlásek Renzo Olivo Inigo Cervantes           |
| 3 agosto  | Open Castilla y León Segovia, Spagna €42,500+H – Cemento – 32S/32Q/16D                                     | Evgenij Donskoj 7–6(2), 6–3                                | Marco Chiudinelli                  | Marcel Granollers Connor Smith           | Yannick Mertens Konstantin Kravčuk Jahor Herasimaŭ Mirza Bašić              |
| 3 agosto  | Open Castilla y León Segovia, Spagna €42,500+H – Cemento – 32S/32Q/16D                                     | Aleksandr Kudrjavcev Denys Molčanov 6–2, 6–4               | Aljaksandr Bury Andreas Siljeström | Marcel Granollers Connor Smith           | Yannick Mertens Konstantin Kravčuk Jahor Herasimaŭ Mirza Bašić              |
| 3 agosto  | ATP Challenger Cortina Cortina d'Ampezzo, Italia €42,500 – Terra rossa – 32S/32Q/16D                       | Paolo Lorenzi 6–3, 7–5                                     | Máximo González                    | Daniel Munoz-De La Nava Andrea Arnaboldi | Daniel Brands Alessandro Giannessi Andrej Kuznecov Filip Krajinović         |
| 3 agosto  | ATP Challenger Cortina Cortina d'Ampezzo, Italia €42,500 – Terra rossa – 32S/32Q/16D                       | Paolo Lorenzi Matteo Viola 6(5)–7, 6–4, [10–3]             | Lee Hsin-han Alessandro Motti      | Daniel Munoz-De La Nava Andrea Arnaboldi | Daniel Brands Alessandro Giannessi Andrej Kuznecov Filip Krajinović         |
| 10 agosto | Aptos Challenger Aptos, Stati Uniti $100,000 – Cemento – 32S/32Q/16D                                       | John Millman 7–5, 2–6, 6–3                                 | Austin Krajicek                    | Kyle Edmund Bjorn Fratangelo             | Tarō Daniel Yoshihito Nishioka Matthew Ebden Malek Jaziri                   |
| 10 agosto | Aptos Challenger Aptos, Stati Uniti $100,000 – Cemento – 32S/32Q/16D                                       | Chris Guccione Artem Sitak 6–4, 7–6(2)                     | Yuki Bhambri Matthew Ebden         | Kyle Edmund Bjorn Fratangelo             | Tarō Daniel Yoshihito Nishioka Matthew Ebden Malek Jaziri                   |
| 10 agosto | I. ČLTK Prague Open Praga, Repubblica Ceca €42,500+H – Terra rossa – 32S/32Q/16D                           | Rogério Dutra da Silva 6–2, 6(5)–7, 6–4                    | Radu Albot                         | Adam Pavlásek Axel Michon                | Filip Krajinović Steve Darcis Simone Bolelli Nikola Metkić                  |
| 10 agosto | I. ČLTK Prague Open Praga, Repubblica Ceca €42,500+H – Terra rossa – 32S/32Q/16D                           | Wesley Koolhof Matwé Middelkoop 6–4, 3–6, [10–7]           | Sjarhej Betoŭ Michail Elgin        | Adam Pavlásek Axel Michon                | Filip Krajinović Steve Darcis Simone Bolelli Nikola Metkić                  |
| 10 agosto | Slovenia Open Challenger Portorose, Slovenia €42,500 – Cemento – 32S/32Q/16D                               | Luca Vanni 6–3, 7–6(6)                                     | Grega Žemlja                       | Norbert Gombos Aleksandr Kudrjavcev      | Evgenij Donskoj Aljaz Radinski Mirza Bašić Paolo Lorenzi                    |
| 10 agosto | Slovenia Open Challenger Portorose, Slovenia €42,500 – Cemento – 32S/32Q/16D                               | Fabrice Martin Purav Raja 7–6(5), 4–6, [18-16]             | Aljaksandr Bury Andreas Siljeström | Norbert Gombos Aleksandr Kudrjavcev      | Evgenij Donskoj Aljaz Radinski Mirza Bašić Paolo Lorenzi                    |
| 17 agosto | Vancouver Open Vancouver, Canada $100,000 – Cemento – 32S/32Q/16D                                          | Dudi Sela 6–4, 7–5                                         | John-Patrick Smith                 | Yuki Bhambri Daniel Evans                | Jürgen Zopp Farrukh Dustov Brydan Klein Karen Chačanov                      |
| 17 agosto | Vancouver Open Vancouver, Canada $100,000 – Cemento – 32S/32Q/16D                                          | Treat Conrad Huey Frederik Nielsen 7–6(4), 6(3)–7, [10–5]  | Yuki Bhambri Michael Venus         | Yuki Bhambri Daniel Evans                | Jürgen Zopp Farrukh Dustov Brydan Klein Karen Chačanov                      |
| 17 agosto | Internazionali di Tennis del Friuli Venezia Giulia Cordenons, Italia €42,500+H – Terra rossa – 32S/32Q/16D | Filip Krajinović 5–7, 6–4, 4-1 ritiro                      | Adrian Ungur                       | Roberto Carballés Baena Paolo Lorenzi    | Albert Ramos Viñolas Kenny De Schepper Antonio Veić Filippo Volandri        |
| 17 agosto | Internazionali di Tennis del Friuli Venezia Giulia Cordenons, Italia €42,500+H – Terra rossa – 32S/32Q/16D | Andrej Martin Igor Zelenay 6–4, 5–7, [10–8]                | Dino Marcan Antonio Šančić         | Roberto Carballés Baena Paolo Lorenzi    | Albert Ramos Viñolas Kenny De Schepper Antonio Veić Filippo Volandri        |
| 17 agosto | Meerbusch Challenger Meerbusch, Germania €42,500 – Terra rossa – 32S/32Q/16D                               | Andreas Haider-Maurer 6–2, 6–4                             | Carlos Berlocq                     | Facundo Argüello Pere Riba               | Yannick Reuter Victor Hănescu Daniel Brands Marek Michalička                |
| 17 agosto | Meerbusch Challenger Meerbusch, Germania €42,500 – Terra rossa – 32S/32Q/16D                               | Dustin Brown Rameez Junaid 6–4, 7–5                        | Wesley Koolhof Matwé Middelkoop    | Facundo Argüello Pere Riba               | Yannick Reuter Victor Hănescu Daniel Brands Marek Michalička                |
| 24 agosto | Internazionali di Tennis Manerbio Manerbio, Italia €42,500+H – Terra rossa – 32S/32Q/16D                   | Andrej Kuznecov 6–4, 3–6, 6–1                              | Daniel Munoz-De La Nava            | Filippo Volandri Lorenzo Giustino        | Federico Gaio Salvatore Caruso Kenny De Schepper Juan Carlos Saez           |
| 24 agosto | Internazionali di Tennis Manerbio Manerbio, Italia €42,500+H – Terra rossa – 32S/32Q/16D                   | Flavio Cipolla Daniel Munoz-De La Nava 7–6(5), 3–6, [11–9] | Gero Kretschmer Alexander Satschko | Filippo Volandri Lorenzo Giustino        | Federico Gaio Salvatore Caruso Kenny De Schepper Juan Carlos Saez           |
| 31 agosto | Bangkok Challenger Bangkok, Thailandia $50,000 – Cemento – 32S/32Q/16D                                     | Yūichi Sugita 6–4, 6–2                                     | Marco Trungelliti                  | Jordan Thompson Chen Ti                  | Benjamin Mitchell Alexander Sarkissian Zhang Ze Somdev Devvarman            |
| 31 agosto | Bangkok Challenger Bangkok, Thailandia $50,000 – Cemento – 32S/32Q/16D                                     | Bai Yan Riccardo Ghedin 6–2, 7–5                           | Chen Ti Li Zhe                     | Jordan Thompson Chen Ti                  | Benjamin Mitchell Alexander Sarkissian Zhang Ze Somdev Devvarman            |
| 31 agosto | Città di Como Challenger Como, Italia €42,500 – Terra rossa – 32S/32Q/16D                                  | Andrej Kuznecov 6–4, 6–3                                   | Daniel Brands                      | Carlos Berlocq Pedro Cachín              | Roberto Carballés Baena Andrea Arnaboldi Andrej Martin Carlos Gomez-Herrera |
| 31 agosto | Città di Como Challenger Como, Italia €42,500 – Terra rossa – 32S/32Q/16D                                  | Gero Kretschmer Alexander Satschko 7–6(3), 6–4             | Kenny De Schepper Maxime Teixeira  | Carlos Berlocq Pedro Cachín              | Roberto Carballés Baena Andrea Arnaboldi Andrej Martin Carlos Gomez-Herrera |

### Settembre
| Settimana    | Torneo                                                                                                | Campione                                                 | Finalista                             | Semifinalisti                          | Eliminati ai quarti                                                    |
| ------------ | --- | -------------------------------------------------------- | ------------------------------------- | -------------------------------------- | ---------------------------------------------------------------------- |
| 7 settembre  | Genoa Open Challenger Genova, Italia €106,500+H – Terra rossa – 32S/32Q/16D                           | Nicolás Almagro 6(1)–7, 6–1, 6–4                         | Marco Cecchinato                      | Albert Ramos Viñolas Robin Haase       | Salvatore Caruso Filippo Volandri Tomislav Brkić Andrej Golubev        |
| 7 settembre  | Genoa Open Challenger Genova, Italia €106,500+H – Terra rossa – 32S/32Q/16D                           | Guillermo Durán Horacio Zeballos 7–5, 6–4                | Andrea Arnaboldi Alessandro Giannessi | Albert Ramos Viñolas Robin Haase       | Salvatore Caruso Filippo Volandri Tomislav Brkić Andrej Golubev        |
| 7 settembre  | Open Barranquilla Barranquilla, Colombia $50,000+H – Terra rossa – 32S/32Q/16D                        | Borna Ćorić 6–4, 6–1                                     | Rogério Dutra da Silva                | Juan Ignacio Londero Giovanni Lapentti | Máximo González Tarō Daniel Christian Lindell Marcel Granollers        |
| 7 settembre  | Open Barranquilla Barranquilla, Colombia $50,000+H – Terra rossa – 32S/32Q/16D                        | Marcelo Arévalo Sergio Galdós 6–1, 6–4                   | Duilio Beretta Mauricio Echazu        | Juan Ignacio Londero Giovanni Lapentti | Máximo González Tarō Daniel Christian Lindell Marcel Granollers        |
| 7 settembre  | Copa Sevilla Siviglia, Spagna €42,500+H – Terra gialla– 32S/32Q/16D                                   | Pedro Cachín 7–5, 6–3                                    | Pablo Carreño Busta                   | Inigo Cervantes Jordi Samper-Montana   | Pere Riba Renzo Olivo Kamil Majchrzak Miljan Zekić                     |
| 7 settembre  | Copa Sevilla Siviglia, Spagna €42,500+H – Terra gialla– 32S/32Q/16D                                   | Wesley Koolhof Matwé Middelkoop 7–6(5), 6–4              | Marco Bortolotti Kamil Majchrzak      | Inigo Cervantes Jordi Samper-Montana   | Pere Riba Renzo Olivo Kamil Majchrzak Miljan Zekić                     |
| 7 settembre  | TEAN International Alphen aan den Rijn, Olanda €42,500 – Terra rossa – 32S/32Q/16D                    | Damir Džumhur 6–1, 2–6, 6–1                              | Igor Sijsling                         | Grega Žemlja Tristan Lamasine          | Dennis Novak Tobias Kamke Victor Hănescu Constant Lestienne            |
| 7 settembre  | TEAN International Alphen aan den Rijn, Olanda €42,500 – Terra rossa – 32S/32Q/16D                    | Tobias Kamke Jan-Lennard Struff 7–6(1), 4–6, [10–7]      | Victor Hănescu Adrian Ungur           | Grega Žemlja Tristan Lamasine          | Dennis Novak Tobias Kamke Victor Hănescu Constant Lestienne            |
| 7 settembre  | Morocco Tennis Tour Meknes Meknès, Marocco €42,500 – Terra rossa – 32S/32Q/16D                        | Daniel Munoz-De La Nava 6–4, 6–2                         | Roberto Carballés Baena               | Gerald Melzer Facundo Argüello         | Yannick Reuter Tomas Lipovsek Puches Gastão Elias Matteo Viola         |
| 7 settembre  | Morocco Tennis Tour Meknes Meknès, Marocco €42,500 – Terra rossa – 32S/32Q/16D                        | Kevin Krawietz Maximilian Marterer 7–5, 6–1              | Gianluca Naso Riccardo Sinicropi      | Gerald Melzer Facundo Argüello         | Yannick Reuter Tomas Lipovsek Puches Gastão Elias Matteo Viola         |
| 7 settembre  | Shanghai Challenger Shanghai, Cina $50,000 – Cemento – 32S/32Q/16D                                    | Yuki Bhambri 3–6, 6–0, 7–6(3)                            | Wu Di                                 | Daniil Medvedev Marco Trungelliti      | Thomas Fabbiano Jordan Thompson Yūichi Sugita Nicolás Barrientos       |
| 7 settembre  | Shanghai Challenger Shanghai, Cina $50,000 – Cemento – 32S/32Q/16D                                    | Wu Di Yi Chu-huan 6–3, 7–5                               | Thomas Fabbiano Luca Vanni            | Daniil Medvedev Marco Trungelliti      | Thomas Fabbiano Jordan Thompson Yūichi Sugita Nicolás Barrientos       |
| 7 settembre  | Trophée des Alpilles Saint-Rémy-de-Provence, Francia €42,500 – Cemento – 32S/32Q/16D                  | Ivan Dodig 6–3, 6–2                                      | Nils Langer                           | David Guez Matthias Bachinger          | Sebastien Boltz Norbert Gombos Quentin Halys Tim Pütz                  |
| 7 settembre  | Trophée des Alpilles Saint-Rémy-de-Provence, Francia €42,500 – Cemento – 32S/32Q/16D                  | Ken Skupski Neal Skupski 6–4, 6–1                        | Andrej Martin Igor Zelenay            | David Guez Matthias Bachinger          | Sebastien Boltz Norbert Gombos Quentin Halys Tim Pütz                  |
| 14 settembre | Szczecin Open Stettino, Polonia €106,500+H – Terra rossa – 32S/32Q/16D                                | Jan-Lennard Struff 6–4, 6–3                              | Artem Smyrnov                         | Nicolás Almagro Marco Cecchinato       | Pablo Carreño Busta Filip Krajinović Renzo Olivo Inigo Cervantes       |
| 14 settembre | Szczecin Open Stettino, Polonia €106,500+H – Terra rossa – 32S/32Q/16D                                | Tristan Lamasine Fabrice Martin 6–3, 7–6(4)              | Alessandro Giannessi Federico Gaio    | Nicolás Almagro Marco Cecchinato       | Pablo Carreño Busta Filip Krajinović Renzo Olivo Inigo Cervantes       |
| 14 settembre | Banja Luka Challenger Banja Luka, Bosnia&Erzegovina €64,000+H – Terra rossa – 32S/32Q/16D             | Dušan Lajović 7–6(5), 7–6(5)                             | Victor Hănescu                        | Miljan Zekić Adrian Ungur              | Flavio Cipolla Horacio Zeballos Riccardo Bellotti Jozef Kovalík        |
| 14 settembre | Banja Luka Challenger Banja Luka, Bosnia&Erzegovina €64,000+H – Terra rossa – 32S/32Q/16D             | Ilja Bozoljac Flavio Cipolla 6–2, 7–5                    | Jaroslav Pospíšil Jan Satral          | Miljan Zekić Adrian Ungur              | Flavio Cipolla Horacio Zeballos Riccardo Bellotti Jozef Kovalík        |
| 14 settembre | Istanbul Challenger Istanbul, Turchia $75,000 – Cemento – 32S/32Q/16D                                 | Karen Chačanov 4–6, 6–4, 6–3                             | Serhij Stachovs'kyj                   | Andrej Kuznecov Yannick Mertens        | Marius Copil Mirza Bašić Elias Ymer Aslan Karacev                      |
| 14 settembre | Istanbul Challenger Istanbul, Turchia $75,000 – Cemento – 32S/32Q/16D                                 | Andrej Kuznecov Oleksandr Nedovjesov 6–2, 5–7, [10–8]    | Aleksandre Metreveli Anton Zajcev     | Andrej Kuznecov Yannick Mertens        | Marius Copil Mirza Bašić Elias Ymer Aslan Karacev                      |
| 14 settembre | ATP Challenger China International Nanchang Nanchang, Cina $50,000+H – Cemento – 32S/32Q/16D          | Peter Gojowczyk 6–2, 6–1                                 | Amir Weintraub                        | Thomas Fabbiano Jordan Thompson        | Alexander Sarkissian Nicolas Meister Jürgen Zopp Bai Yan               |
| 14 settembre | ATP Challenger China International Nanchang Nanchang, Cina $50,000+H – Cemento – 32S/32Q/16D          | Jonathan Eysseric Jürgen Zopp 6–4, 6–2                   | Lee Hsin-han Amir Weintraub           | Thomas Fabbiano Jordan Thompson        | Alexander Sarkissian Nicolas Meister Jürgen Zopp Bai Yan               |
| 14 settembre | Cary Challenger Cary, Stati Uniti $50,000 – Cemento – 32S/32Q/16D                                     | Dennis Novikov 6–4, 7–5                                  | Ryan Harrison                         | Brydan Klein Blaž Rola                 | Bjorn Fratangelo Peter Polansky Kevin King Austin Krajicek             |
| 14 settembre | Cary Challenger Cary, Stati Uniti $50,000 – Cemento – 32S/32Q/16D                                     | Chase Buchanan Blaž Rola 6–4, 6(5)–7, [10–4]             | Austin Krajicek Nicholas Monroe       | Brydan Klein Blaž Rola                 | Bjorn Fratangelo Peter Polansky Kevin King Austin Krajicek             |
| 14 settembre | Morocco Tennis Tour - Kenitra Kenitra, Marocco €42,500 – Terra rossa – 32S/32Q/16D                    | Roberto Carballés Baena 6–1, 5–1 ritiro                  | Oriol Roca Batalla                    | Maximilian Marterer Javier Marti       | Daniel Munoz-De La Nava Matteo Viola Facundo Argüello Maxime Chazal    |
| 14 settembre | Morocco Tennis Tour - Kenitra Kenitra, Marocco €42,500 – Terra rossa – 32S/32Q/16D                    | Gerald Granollers Oriol Roca Batalla 3–6, 7–6(4), [10–8] | Kevin Krawietz Maximilian Marterer    | Maximilian Marterer Javier Marti       | Daniel Munoz-De La Nava Matteo Viola Facundo Argüello Maxime Chazal    |
| 21 settembre | Kaohsiung ATP Challenger Kaohsiung, Taiwan $125,000+H – Cemento – 32S/32Q/16D                         | Chung Hyeon 7–5, 6–4                                     | Yuki Bhambri                          | Jiří Veselý Tatsuma Itō                | Hiroki Moriya Jimmy Wang Yang Tsung-hua Jürgen Zopp                    |
| 21 settembre | Kaohsiung ATP Challenger Kaohsiung, Taiwan $125,000+H – Cemento – 32S/32Q/16D                         | Hsieh Cheng-peng Yang Tsung-hua 6–2, 6–2                 | Gong Maoxin Peng Hsien-yin            | Jiří Veselý Tatsuma Itō                | Hiroki Moriya Jimmy Wang Yang Tsung-hua Jürgen Zopp                    |
| 21 settembre | Izmir Cup Smirne, Turchia €64,000 – Cemento – 32S/32Q/16D                                             | Lukáš Lacko 6–3, 7–6(5)                                  | Marius Copil                          | Mirza Bašić Malek Jaziri               | Marsel İlhan Farrukh Dustov Ramkumar Ramanathan Aleksandre Metreveli   |
| 21 settembre | Izmir Cup Smirne, Turchia €64,000 – Cemento – 32S/32Q/16D                                             | Saketh Myneni Divij Sharan 7–6(5), 4–6, 0-0 ritiro       | Malek Jaziri Denys Molčanov           | Mirza Bašić Malek Jaziri               | Marsel İlhan Farrukh Dustov Ramkumar Ramanathan Aleksandre Metreveli   |
| 21 settembre | Sibiu Open Sibiu, Romania €42,500+H – Terra rossa – 32S/32Q/16D                                       | Adrian Ungur 6–4, 3–6, 7–5                               | Pere Riba                             | Petru-Alexandru Luncanu Miljan Zekić   | Dušan Lajović Dimităr Kuzmanov Victor Crivoi Gainluca Mager            |
| 21 settembre | Sibiu Open Sibiu, Romania €42,500+H – Terra rossa – 32S/32Q/16D                                       | Victor Crivoi Petru-Alexandru Luncanu 6–4, 6–3           | Ilja Bozoljac Dušan Lajović           | Petru-Alexandru Luncanu Miljan Zekić   | Dušan Lajović Dimităr Kuzmanov Victor Crivoi Gainluca Mager            |
| 21 settembre | ATP Challenger Trophy Trnava, Slovacchia €42,500+H – Terra rossa – 32S/32Q/16D                        | Robin Haase 6–4, 6–1                                     | Horacio Zeballos                      | Albert Montañés Franko Škugor          | Gerald Melzer Adam Pavlásek Márton Fucsovics Stéphane Robert           |
| 21 settembre | ATP Challenger Trophy Trnava, Slovacchia €42,500+H – Terra rossa – 32S/32Q/16D                        | Wesley Koolhof Matwé Middelkoop 6–4, 6–2                 | Kamil Majchrzak Stéphane Robert       | Albert Montañés Franko Škugor          | Gerald Melzer Adam Pavlásek Márton Fucsovics Stéphane Robert           |
| 21 settembre | Campeonato Internacional de Tênis de Campinas Campinas, Brasile $50,000+H – Terra rossa – 32S/32Q/16D | Facundo Argüello 7–5, 6–3                                | Diego Schwartzman                     | Facundo Bagnis André Ghem              | Nicolás Kicker Juan Ignacio Londero Juan Carlos Saez Guido Pella       |
| 21 settembre | Campeonato Internacional de Tênis de Campinas Campinas, Brasile $50,000+H – Terra rossa – 32S/32Q/16D | Andres Molteni Hans Podlipnik-Castillo 3–6, 6–2, [10–0]  | Guilherme Clezar Fabricio Neis        | Facundo Bagnis André Ghem              | Nicolás Kicker Juan Ignacio Londero Juan Carlos Saez Guido Pella       |
| 21 settembre | Columbus Challenger Columbus, Stati Uniti $50,000 – Cemento (i)– 32S/32Q/16D                          | Dennis Novikov 6–4, 3–6, 6–3                             | Ryan Harrison                         | Tim Smyczek Alex Kuznetsov             | Sekou Bangoura Henri Laaksonen Bjorn Fratangelo Chase Buchanan         |
| 21 settembre | Columbus Challenger Columbus, Stati Uniti $50,000 – Cemento (i)– 32S/32Q/16D                          | Chase Buchanan Blaž Rola 6–4, 4–6, [19-17]               | Mitchell Krueger Eric Quigley         | Tim Smyczek Alex Kuznetsov             | Sekou Bangoura Henri Laaksonen Bjorn Fratangelo Chase Buchanan         |
| 28 settembre | Open d'Orleans Orléans, Francia €106,500+H – Cemento (i)– 32S/32Q/16D                                 | Jan-Lennard Struff 5–7, 6–4, 6–3                         | Jerzy Janowicz                        | Kenny De Schepper Illja Marčenko       | Serhij Stachovs'kyj Marco Chiudinelli Paul-Henri Mathieu Franko Škugor |
| 28 settembre | Open d'Orleans Orléans, Francia €106,500+H – Cemento (i)– 32S/32Q/16D                                 | Tristan Lamasine Fabrice Martin 6–4, 7–6(2)              | Ken Skupski Neal Skupski              | Kenny De Schepper Illja Marčenko       | Serhij Stachovs'kyj Marco Chiudinelli Paul-Henri Mathieu Franko Škugor |
| 28 settembre | Tiburon Challenger Tiburon, Stati Uniti $100,000 – Cemento – 32S/32Q/16D                              | Tim Smyczek 1–6, 6–1, 7–6(7)                             | Denis Kudla                           | Mackenzie McDonald Quentin Halys       | Blaž Rola Bjorn Fratangelo Marek Michalička Mitchell Krueger           |
| 28 settembre | Tiburon Challenger Tiburon, Stati Uniti $100,000 – Cemento – 32S/32Q/16D                              | Johan Brunström Frederik Nielsen 7–6(2), 6–1             | Carsten Ball Matt Reid                | Mackenzie McDonald Quentin Halys       | Blaž Rola Bjorn Fratangelo Marek Michalička Mitchell Krueger           |
| 28 settembre | Due Ponti Challenger Roma, Italia €42,500+H – Terra rossa – 32S/32Q/16D                               | Federico Delbonis 1–6, 6–3, 6–4                          | Filip Krajinović                      | Dušan Lajović Marco Cecchinato         | Albert Montañés Pere Riba Inigo Cervantes Thiemo De Bakker             |
| 28 settembre | Due Ponti Challenger Roma, Italia €42,500+H – Terra rossa – 32S/32Q/16D                               | Tomasz Bednarek Mateusz Kowalczyk 6–2, 6–1               | Inigo Cervantes Mark Vervoort         | Dušan Lajović Marco Cecchinato         | Albert Montañés Pere Riba Inigo Cervantes Thiemo De Bakker             |
| 28 settembre | Open Pereira Pereira, Colombia $50,000+H – Terra rossa – 32S/32Q/16D                                  | Paolo Lorenzi 4–6, 6–2, 6–4                              | Alejandro González                    | Marcelo Arévalo João Souza             | Guilherme Clezar Federico Coria Gonzalo Escobar Emilio Gómez           |
| 28 settembre | Open Pereira Pereira, Colombia $50,000+H – Terra rossa – 32S/32Q/16D                                  | Andres Molteni Fernando Romboli 6–4, 7–6(12)             | Marcelo Arévalo Juan Sebastian Gomez  | Marcelo Arévalo João Souza             | Guilherme Clezar Federico Coria Gonzalo Escobar Emilio Gómez           |
| 28 settembre | Ağrı Cup Ağrı, Turchia €42,500+H – Cemento – 32S/32Q/16D                                              | Farrukh Dustov 6–4, 6–4                                  | Saketh Myneni                         | Konstantin Kravčuk Denys Molčanov      | Ruben Bemelmans Mirza Bašić Evgenij Donskoj Dennis Novak               |
| 28 settembre | Ağrı Cup Ağrı, Turchia €42,500+H – Cemento – 32S/32Q/16D                                              | Konstantin Kravčuk Denys Molčanov 6–3, 7–6(4)            | Aleksandr Igošin Jaraslaŭ Šyla        | Konstantin Kravčuk Denys Molčanov      | Ruben Bemelmans Mirza Bašić Evgenij Donskoj Dennis Novak               |
| 28 settembre | Aberto de Tênis do Rio Grande do Sul Porto Alegre, Brasile $40,000+H – Terra rossa – 32S/32Q/16D      | Guido Pella 6–3, 7–6(5)                                  | Diego Schwartzman                     | Carlos Berlocq Rogério Dutra da Silva  | Máximo González Facundo Bagnis Facundo Argüello André Ghem             |
| 28 settembre | Aberto de Tênis do Rio Grande do Sul Porto Alegre, Brasile $40,000+H – Terra rossa – 32S/32Q/16D      | Gastão Elias Frederico Ferreira Silva 6–2, 6–4           | Cristian Garín Juan Carlos Saez       | Carlos Berlocq Rogério Dutra da Silva  | Máximo González Facundo Bagnis Facundo Argüello André Ghem             |

### Ottobre
| Settimana  | Torneo                                                                                      | Campione                                                          | Finalista                                   | Semifinalisti                          | Eliminati ai quarti                                                           |
| ---------- | ------------------------------------------------------------------------------------------- | ----------------------------------------------------------------- | ------------------------------------------- | -------------------------------------- | ----------------------------------------------------------------------------- |
| 5 ottobre  | Mons Challenger Mons, Belgio €106,500+H – Cemento (i)– 32S/32Q/16D                          | Illja Marčenko 6–2, 6(8)–7, 6–4                                   | Benjamin Becker                             | Jan-Lennard Struff Kenny De Schepper   | Konstantin Kravčuk Dennis Novak Andrea Arnaboldi Karen Chačanov               |
| 5 ottobre  | Mons Challenger Mons, Belgio €106,500+H – Cemento (i)– 32S/32Q/16D                          | Ruben Bemelmans Philipp Petzschner 6–3, 6–1                       | Rameez Junaid Igor Zelenay                  | Jan-Lennard Struff Kenny De Schepper   | Konstantin Kravčuk Dennis Novak Andrea Arnaboldi Karen Chačanov               |
| 5 ottobre  | Mohammedia Open Mohammedia, Marocco €42,500+H – Terra rossa – 32S/32Q/16D                   | Roberto Carballés Baena 7–6(4), 6–2                               | Kamil Majchrzak                             | Pablo Carreño Busta Jozef Kovalík      | Alessandro Giannessi Marco Cecchinato Rubén Ramírez Hidalgo Federico Delbonis |
| 5 ottobre  | Mohammedia Open Mohammedia, Marocco €42,500+H – Terra rossa – 32S/32Q/16D                   | Inigo Cervantes Mark Vervoot 3–6, 7–6(2), [12–10]                 | Roberto Carballés Baena Pablo Carreño Busta | Pablo Carreño Busta Jozef Kovalík      | Alessandro Giannessi Marco Cecchinato Rubén Ramírez Hidalgo Federico Delbonis |
| 5 ottobre  | Open Medellin Medellín, Colombia $50,000+H – Terra rossa – 32S/32Q/16D                      | Paolo Lorenzi 7–6(3), 2-0 ritiro                                  | Gonzalo Lama                                | Giovanni Lapentti Jordi Samper-Montana | Guilherme Clezar Eduardo Struvay Juan Ignacio Londero Alejandro González      |
| 5 ottobre  | Open Medellin Medellín, Colombia $50,000+H – Terra rossa – 32S/32Q/16D                      | Nicolás Barrientos Eduardo Struvay 7–6(6), 6(4)–7, [10–4]         | Alejandro González Felipe Mantilla          | Giovanni Lapentti Jordi Samper-Montana | Guilherme Clezar Eduardo Struvay Juan Ignacio Londero Alejandro González      |
| 5 ottobre  | Sacramento Challenger Sacramento, Stati Uniti $100,000 – Cemento battuta – 32S/32Q/16D      | Taylor Fritz 6–4, 3–6, 6–4                                        | Jared Donaldson                             | Denis Kudla Matt Reid                  | Daniel Brands Mackenzie McDonald Marcos Giron Nicolas Meister                 |
| 5 ottobre  | Sacramento Challenger Sacramento, Stati Uniti $100,000 – Cemento battuta – 32S/32Q/16D      | Blaž Kavčič Grega Žemlja 6–1, 3–6, [10–3]                         | Daniel Brands Dustin Brown                  | Denis Kudla Matt Reid                  | Daniel Brands Mackenzie McDonald Marcos Giron Nicolas Meister                 |
| 5 ottobre  | IS Open de Tenis San Paolo, Brasile $50,000 – Terra rossa – 32S/32Q/16D                     | Carlos Berlocq 6–3, 6–1                                           | Kimmer Coppejans                            | Facundo Bagnis Rogério Dutra da Silva  | Tomas Lipovsek Puches Agustin Velotti Christian Lindell Renzo Olivo           |
| 5 ottobre  | IS Open de Tenis San Paolo, Brasile $50,000 – Terra rossa – 32S/32Q/16D                     | Hans Podlipnik-Castillo Caio Zampieri 7–5, 6–0                    | Nicolás Kicker Renzo Olivo                  | Facundo Bagnis Rogério Dutra da Silva  | Tomas Lipovsek Puches Agustin Velotti Christian Lindell Renzo Olivo           |
| 12 ottobre | Tashkent Challenger Tashkent, Uzbekistan $125,000+H – Cemento – 32S/32Q/16D                 | Denis Istomin 6–3, 6–4                                            | Lukáš Lacko                                 | Yuki Bhambri Ričardas Berankis         | Evgenij Donskoj Jan Satral Farrukh Dustov Dudi Sela                           |
| 12 ottobre | Tashkent Challenger Tashkent, Uzbekistan $125,000+H – Cemento – 32S/32Q/16D                 | Sjarhej Betoŭ Michail Elgin 6–4, 6–4                              | Andre Begemann Artem Sitak                  | Yuki Bhambri Ričardas Berankis         | Evgenij Donskoj Jan Satral Farrukh Dustov Dudi Sela                           |
| 12 ottobre | Open de Rennes Rennes, Francia €85,000+H – Cemento (i)– 32S/32Q/16D                         | Malek Jaziri 5–7, 7–5, 6–4                                        | Igor Sijsling                               | Illja Marčenko Ivan Dodig              | Karen Chačanov Jan Mertl Marsel İlhan Vincent Millot                          |
| 12 ottobre | Open de Rennes Rennes, Francia €85,000+H – Cemento (i)– 32S/32Q/16D                         | Andrea Arnaboldi Antonio Šančić 6–4, 2–6, [14–12]                 | Wesley Koolhof Matwé Middelkoop             | Illja Marčenko Ivan Dodig              | Karen Chačanov Jan Mertl Marsel İlhan Vincent Millot                          |
| 12 ottobre | Morocco Tennis Tour - Casablanca II Casablanca, Marocco €42,500 – Terra rossa – 32S/32Q/16D | Damir Džumhur 3–6, 6–3, 6–2                                       | Daniel Munoz-De La Nava                     | Albert Montañés Tarō Daniel            | Laslo Đere Roberto Carballés Baena Inigo Cervantes Thiemo De Bakker           |
| 12 ottobre | Morocco Tennis Tour - Casablanca II Casablanca, Marocco €42,500 – Terra rossa – 32S/32Q/16D | Laurynas Grigelis Mohamed Safwat 6–4, 6–3                         | Thiemo De Bakker Stephan Frasen             | Albert Montañés Tarō Daniel            | Laslo Đere Roberto Carballés Baena Inigo Cervantes Thiemo De Bakker           |
| 12 ottobre | Fairfield Challenger Fairfield, Stati Uniti $50,000 – Cemento – 32S/32Q/16D                 | Taylor Fritz 6–3, 6–4                                             | Dustin Brown                                | Blaž Rola Frances Tiafoe               | Blaž Kavčič Jared Donaldson Daniel Brands Darian King                         |
| 12 ottobre | Fairfield Challenger Fairfield, Stati Uniti $50,000 – Cemento – 32S/32Q/16D                 | Johan Brunström Frederik Nielsen 6–3, 5–7, [10–5]                 | Carsten Ball Dustin Brown                   | Blaž Rola Frances Tiafoe               | Blaž Kavčič Jared Donaldson Daniel Brands Darian King                         |
| 12 ottobre | Corrientes Challenger Corrientes, Argentina $50,000 – Terra rossa – 32S/32Q/16D             | Máximo González 3–6, 7–5, 6–4                                     | Diego Schwartzman                           | Facundo Argüello Facundo Bagnis        | Michael Linzer Gastão Elias Kimmer Coppejans Guido Pella                      |
| 12 ottobre | Corrientes Challenger Corrientes, Argentina $50,000 – Terra rossa – 32S/32Q/16D             | Horacio Zeballos Julio Peralta 6–2, 6–3                           | Guillermo Durán Máximo González             | Facundo Argüello Facundo Bagnis        | Michael Linzer Gastão Elias Kimmer Coppejans Guido Pella                      |
| 12 ottobre | Vietnam Open Challenger Ho Chi Minh City, Vietnam $50,000+H – Cemento – 32S/32Q/16D         | Saketh Myneni 7–5, 6–3                                            | Jordan Thompson                             | Thomas Fabbiano Flavio Cipolla         | Marcel Granollers Tristan Lamasine Daniel Nguyen James Duckworth              |
| 12 ottobre | Vietnam Open Challenger Ho Chi Minh City, Vietnam $50,000+H – Cemento – 32S/32Q/16D         | Tristan Lamasine Nils Langer 1–6, 6–3, [10–8]                     | Saketh Myneni Sanam Singh                   | Thomas Fabbiano Flavio Cipolla         | Marcel Granollers Tristan Lamasine Daniel Nguyen James Duckworth              |
| 19 ottobre | Brest Challenger Brest, Francia €106,500+H – Cemento (i)– 32S/32Q/16D                       | Ivan Dodig 7–5, 6–1                                               | Benoît Paire                                | Luca Vanni Édouard Roger-Vasselin      | David Guez Igor Sijsling Karen Chačanov Andrea Arnaboldi                      |
| 19 ottobre | Brest Challenger Brest, Francia €106,500+H – Cemento (i)– 32S/32Q/16D                       | Wesley Koolhof Matwé Middelkoop 3–6, 6–4, [10–6]                  | Ken Skupski Neal Skupski                    | Luca Vanni Édouard Roger-Vasselin      | David Guez Igor Sijsling Karen Chačanov Andrea Arnaboldi                      |
| 19 ottobre | Ningbo Challenger Ningbo, Cina €64,000 – Cemento – 32S/32Q/16D                              | Lu Yen-hsun 7–6(3), 6–1                                           | Jürgen Zopp                                 | Peter Gojowczyk Franko Škugor          | Thomas Fabbiano Jordan Thompson Daniel Masur James Duckworth                  |
| 19 ottobre | Ningbo Challenger Ningbo, Cina €64,000 – Cemento – 32S/32Q/16D                              | Dudi Sela Amir Weintraub 6–3, 3–6, [10–6]                         | Nikola Metkić Franko Škugor                 | Peter Gojowczyk Franko Škugor          | Thomas Fabbiano Jordan Thompson Daniel Masur James Duckworth                  |
| 19 ottobre | Las Vegas Tennis Open Las Vegas, Stati Uniti $50,000 – Cemento – 32S/32Q/16D                | Thiemo De Bakker 3–6, 6–3, 6–1                                    | Grega Žemlja                                | Dennis Novikov Blaž Kavčič             | Austin Krajicek Blaž Rola Michael Mmoh Jared Donaldson                        |
| 19 ottobre | Las Vegas Tennis Open Las Vegas, Stati Uniti $50,000 – Cemento – 32S/32Q/16D                | Carsten Ball Dustin Brown 3–6, 6–3, [10–6]                        | Dean O'Brien Ruan Roelofse                  | Dennis Novikov Blaž Kavčič             | Austin Krajicek Blaž Rola Michael Mmoh Jared Donaldson                        |
| 19 ottobre | Bengaluru Open Bangalore, India $50,000 – Cemento – 32S/32Q/16D                             | James Ward 6–2, 7–5                                               | Adrián Menéndez Maceiras                    | Saketh Myneni Daniel Nguyen            | Arthur De Greef Yannick Mertens Alessandro Bega Sanam Singh                   |
| 19 ottobre | Bengaluru Open Bangalore, India $50,000 – Cemento – 32S/32Q/16D                             | Saketh Myneni Sanam Singh 5–7, 6–4, [10–2]                        | John Paul Fruttero Vijay Sundar Prashanth   | Saketh Myneni Daniel Nguyen            | Arthur De Greef Yannick Mertens Alessandro Bega Sanam Singh                   |
| 19 ottobre | Santiago Challenger 2 Santiago, Cile $50,000 – Terra rossa – 32S/32Q/16D                    | Rogério Dutra da Silva 7–5, 3–6, 7–5                              | Horacio Zeballos                            | Máximo González Carlos Berlocq         | André Ghem Joao Souza Hans Podlipnik-Castillo Gastão Elias                    |
| 19 ottobre | Santiago Challenger 2 Santiago, Cile $50,000 – Terra rossa – 32S/32Q/16D                    | Guillermo Durán Máximo González 7–6(2), 7–5                       | Andrej Martin Hans Podlipnik-Castillo       | Máximo González Carlos Berlocq         | André Ghem Joao Souza Hans Podlipnik-Castillo Gastão Elias                    |
| 26 ottobre | Monterrey Challenger Monterrey, Messico $100,000+H – Cemento – 32S/32Q/16D                  | Thiemo De Bakker 7–6(1), 4–6, 6–3                                 | Víctor Estrella Burgos                      | Ernesto Escobedo Paolo Lorenzi         | Dennis Novikov Eduardo Struvay Taylor Fritz Giovanni Lapentti                 |
| 26 ottobre | Monterrey Challenger Monterrey, Messico $100,000+H – Cemento – 32S/32Q/16D                  | Thiemo De Bakker Mark Vervoort ritiro                             | Paolo Lorenzi Fernando Romboli              | Ernesto Escobedo Paolo Lorenzi         | Dennis Novikov Eduardo Struvay Taylor Fritz Giovanni Lapentti                 |
| 26 ottobre | China International Suzhou Suzhou, Cina $75,000 – Cemento – 32S/32Q/16D                     | Dudi Sela 6–1, 1-0 ritiro                                         | Matija Pecotić                              | Bai Yan Thomas Fabbiano                | Hiroki Moriya Lee Duck-hee Jimmy Wang Nils Langer                             |
| 26 ottobre | China International Suzhou Suzhou, Cina $75,000 – Cemento – 32S/32Q/16D                     | Lee Hsin-han Denys Molčanov 3–6, 7–6(5), [10–4]                   | Gong Maoxin Peng Hsien-yin                  | Bai Yan Thomas Fabbiano                | Hiroki Moriya Lee Duck-hee Jimmy Wang Nils Langer                             |
| 26 ottobre | Traralgon Challenger Traralgon, Australia $50,000 – Cemento – 32S/32Q/16D                   | Matthew Ebden 7–5, 6–3                                            | Jordan Thompson                             | Matthew Barton Brydan Klein            | Li Zhe Jose Statham Benjamin Mitchell Alex Bolt                               |
| 26 ottobre | Traralgon Challenger Traralgon, Australia $50,000 – Cemento – 32S/32Q/16D                   | Dayne Kelly Marinko Matosevic 7–5, 6–2                            | Omar Jasika Bradley Mousley                 | Matthew Barton Brydan Klein            | Li Zhe Jose Statham Benjamin Mitchell Alex Bolt                               |
| 26 ottobre | Lima Challenger Lima, Perù $50,000+H – Terra rossa – 32S/32Q/16D                            | Gastão Elias 6–2, 7–6(4)                                          | Andrej Martin                               | Jose Hernandez-Fernandez Guido Pella   | Emilio Gómez Alejandro González Rogério Dutra da Silva Carlos Berlocq         |
| 26 ottobre | Lima Challenger Lima, Perù $50,000+H – Terra rossa – 32S/32Q/16D                            | Andrej Martin Hans Podlipnik-Castillo 6–3, 6–4                    | Rogério Dutra da Silva Joao Souza           | Jose Hernandez-Fernandez Guido Pella   | Emilio Gómez Alejandro González Rogério Dutra da Silva Carlos Berlocq         |
| 26 ottobre | Pune Challenger Pune, India $50,000 – Cemento – 32S/32Q/16D                                 | Yuki Bhambri 6–2, 7–6(4)                                          | Evgenij Donskoj                             | James Ward Aleksandr Kudrjavcev        | Chen Ti Il'ja Ivaška Adrián Menéndez Maceiras Vijay Sundar Prashanth          |
| 26 ottobre | Pune Challenger Pune, India $50,000 – Cemento – 32S/32Q/16D                                 | Gerard Granollers Pujol Adrián Menéndez Maceiras 1–6, 6–3, [10–6] | Maximilian Neuchrist Divij Saran            | James Ward Aleksandr Kudrjavcev        | Chen Ti Il'ja Ivaška Adrián Menéndez Maceiras Vijay Sundar Prashanth          |

### Novembre
| Settimana   | Torneo                                                                                                | Campione                                                  | Finalista                          | Semifinalisti                         | Eliminati ai quarti                                                       |
| ----------- | --- | --------------------------------------------------------- | ---------------------------------- | ------------------------------------- | ------------------------------------------------------------------------- |
| 2 novembre  | Hua Hin Challenger Hua Hin, Thailandia $125,000 – Cemento – 32S/32Q/16D                               | Yūichi Sugita 6–2, 1–6, 6–3                               | Stéphane Robert                    | Jürgen Zopp Tatsuma Itō               | Lu Yen-hsun Yoshihito Nishioka Nils Langer Hiroki Moriya                  |
| 2 novembre  | Hua Hin Challenger Hua Hin, Thailandia $125,000 – Cemento – 32S/32Q/16D                               | Lee Hsin-han Lu Yen-hsun ritiro                           | Andre Begemann Purav Raja          | Jürgen Zopp Tatsuma Itō               | Lu Yen-hsun Yoshihito Nishioka Nils Langer Hiroki Moriya                  |
| 2 novembre  | Canberra Tennis International Canberra, Australia $50,000 – Cemento – 32S/32Q/16D                     | Benjamin Mitchell 5–7, 6–1, 6–0                           | Luke Saville                       | Robin Staněk Matt Reid                | Marcos Giron Sebastian Fanselow Zhe Li Alex Bolt                          |
| 2 novembre  | Canberra Tennis International Canberra, Australia $50,000 – Cemento – 32S/32Q/16D                     | Alex Bolt Andrew Whittington 7–6(2), 6–3                  | Brydan Klein Dane Propoggia        | Robin Staněk Matt Reid                | Marcos Giron Sebastian Fanselow Zhe Li Alex Bolt                          |
| 2 novembre  | Challenger Eckental Eckental, Germania €35,000+H – Sintetico (i)– 32S/32Q/16D                         | Michail Južnyj 7–5, 6–3                                   | Benjamin Becker                    | Ante Pavić Ruben Bemelmans            | Luca Vanni Márton Fucsovics Dustin Brown Aldin Šetkić                     |
| 2 novembre  | Challenger Eckental Eckental, Germania €35,000+H – Sintetico (i)– 32S/32Q/16D                         | Ruben Bemelmans Philipp Petzschner 7–5, 6–2               | Ken Skupski Neal Skupski           | Ante Pavić Ruben Bemelmans            | Luca Vanni Márton Fucsovics Dustin Brown Aldin Šetkić                     |
| 2 novembre  | Charlottesville Men's Pro Challenger Charlottesville, Stati Uniti $50,000 – Cemento (i)– 32S/32Q/16D  | Noah Rubin 3–6, 7–6(7), 6–3                               | Tommy Paul                         | Dimităr Kutrovski Henri Laaksonen     | Alex Kuznetsov Tim Smyczek Bjorn Fratangelo Stefan Kozlov                 |
| 2 novembre  | Charlottesville Men's Pro Challenger Charlottesville, Stati Uniti $50,000 – Cemento (i)– 32S/32Q/16D  | Chase Buchanan Tennys Sandgren 3–6, 6–4, [10–5]           | Peter Polansky Amil Shamasdin      | Dimităr Kutrovski Henri Laaksonen     | Alex Kuznetsov Tim Smyczek Bjorn Fratangelo Stefan Kozlov                 |
| 2 novembre  | Open Bogotá Bogotà, Colombia $50,000+H – Terra rossa – 32S/32Q/16D                                    | Eduardo Struvay 6–3, 4–6, 6–4                             | Paolo Lorenzi                      | Horacio Zeballos Alejandro Falla      | Joao Souza Cristian Rodríguez Hans Podlipnik-Castillo Alejandro González  |
| 2 novembre  | Open Bogotá Bogotà, Colombia $50,000+H – Terra rossa – 32S/32Q/16D                                    | Julio Peralta Horacio Zeballos 6–3, 6–4                   | Nicolás Barrientos Eduardo Struvay | Horacio Zeballos Alejandro Falla      | Joao Souza Cristian Rodríguez Hans Podlipnik-Castillo Alejandro González  |
| 2 novembre  | Challenger Ciudad de Guayaquil Guayaquil, Ecuador $50,000+H – Terra rossa – 32S/32Q/16D               | Gastão Elias 6–0, 6–4                                     | Diego Schwartzman                  | Marco Trungelliti Guido Pella         | Guido Andreozzi Nicolás Kicker Thiago Monteiro Facundo Bagnis             |
| 2 novembre  | Challenger Ciudad de Guayaquil Guayaquil, Ecuador $50,000+H – Terra rossa – 32S/32Q/16D               | Guillermo Durán Andres Molteni 6–3, 6–4                   | Gastão Elias Fabricio Neis         | Marco Trungelliti Guido Pella         | Guido Andreozzi Nicolás Kicker Thiago Monteiro Facundo Bagnis             |
| 9 novembre  | Slovak Open Bratislava, Slovacchia €85,000+H – Cemento (i)– 32S/32Q/16D                               | Jahor Herasimaŭ 7–6(1), 7–6(5)                            | Lukáš Lacko                        | Marius Copil Illja Marčenko           | Norbert Gombos Édouard Roger-Vasselin Aleksej Vatutin Radek Štěpánek      |
| 9 novembre  | Slovak Open Bratislava, Slovacchia €85,000+H – Cemento (i)– 32S/32Q/16D                               | Ilija Bozoljac Igor Zelenay 7–6(3), 4–6, [10–5]           | Ken Skupski Neal Skupski           | Marius Copil Illja Marčenko           | Norbert Gombos Édouard Roger-Vasselin Aleksej Vatutin Radek Štěpánek      |
| 9 novembre  | Knoxville Challenger Knoxville, Stati Uniti $50,000 – Cemento (i)– 32S/32Q/16D                        | Daniel Evans 5–7, 6–1, 6–3                                | Frances Tiafoe                     | Dennis Novikov Jared Donaldson        | James Duckworth Tennys Sandgren Liam Broady Bjorn Fratangelo              |
| 9 novembre  | Knoxville Challenger Knoxville, Stati Uniti $50,000 – Cemento (i)– 32S/32Q/16D                        | Johan Brunström Frederik Nielsen 6–1, 6–2                 | Sekou Bangoura Matt Seeberger      | Dennis Novikov Jared Donaldson        | James Duckworth Tennys Sandgren Liam Broady Bjorn Fratangelo              |
| 9 novembre  | Kobe Challenger Kōbe, Giappone $50,000+H – Cemento indoor– 32S/32Q/16D                                | John Millman 6–1, 6–3                                     | Tarō Daniel                        | Yoshihito Nishioka Konstantin Kravčuk | Bai Yan Go Soed Stéphane Robert Matthew Ebden                             |
| 9 novembre  | Kobe Challenger Kōbe, Giappone $50,000+H – Cemento indoor– 32S/32Q/16D                                | Sanchai Ratiwatana Sonchat Ratiwatana 6–4, 2–6, [11–9]    | Chen Ti Franko Škugor              | Yoshihito Nishioka Konstantin Kravčuk | Bai Yan Go Soed Stéphane Robert Matthew Ebden                             |
| 9 novembre  | Internationaux de Tennis de Vendée Mouilleron-le-Captif, Francia €64,000+H – Cemento (i)– 32S/32Q/16D | Benoît Paire 6–4, 1–6, 7–6(7)                             | Lucas Pouille                      | Paul-Henri Mathieu Adrian Mannarino   | Marcel Granollers Tejmuraz Gabašvili Serhij Stachovs'kyj Karen Chačanov   |
| 9 novembre  | Internationaux de Tennis de Vendée Mouilleron-le-Captif, Francia €64,000+H – Cemento (i)– 32S/32Q/16D | Sander Arends Adam Majchrowicz 6–3, 5–7, [10–8]           | Aljaksandr Bury Andreas Siljeström | Paul-Henri Mathieu Adrian Mannarino   | Marcel Granollers Tejmuraz Gabašvili Serhij Stachovs'kyj Karen Chačanov   |
| 9 novembre  | Internazionali Tennis Val Gardena Südtirol Ortisei, Italia €64,000 – Cemento indoor– 32S/32Q/16D      | Ričardas Berankis 7–6(3), 6–4                             | Rajeev Ram                         | Laslo Đere Evgenij Donskoj            | Mirza Bašić Aldin Šetkić Luca Vanni Márton Fucsovics                      |
| 9 novembre  | Internazionali Tennis Val Gardena Südtirol Ortisei, Italia €64,000 – Cemento indoor– 32S/32Q/16D      | Maximilian Neuchrist Tristan-Samuel Weissborn 7–6(7), 6–3 | Nikola Mektić Antonio Šančić       | Laslo Đere Evgenij Donskoj            | Mirza Bašić Aldin Šetkić Luca Vanni Márton Fucsovics                      |
| 9 novembre  | Challenger de Buenos Aires Buenos Aires, Argentina $50,000+H – Terra rossa – 32S/32Q/16D              | Kyle Edmund 6–0, 6–4                                      | Carlos Berlocq                     | Horacio Zeballos Cristian Garín       | Hans Podlipnik-Castillo Guilherme Clezar Guido Andreozzi Máximo González  |
| 9 novembre  | Challenger de Buenos Aires Buenos Aires, Argentina $50,000+H – Terra rossa – 32S/32Q/16D              | Julio Peralta Horacio Zeballos 6–2, 7–5                   | Guido Andreozzi Lucas Arnold Ker   | Horacio Zeballos Cristian Garín       | Hans Podlipnik-Castillo Guilherme Clezar Guido Andreozzi Máximo González  |
| 16 novembre | Keio Challenger Yokohama, Giappone $50,000 – Cemento – 32S/32Q/16D Singolare - Doppio                 | Tarō Daniel 6–0, 6–4                                      | Gō Soeda                           | Tatsuma Itō Matthew Ebden             | Aleksandr Kudrjavcev Jordan Thompson Yoshihito Nishioka Yūichi Sugita     |
| 16 novembre | Keio Challenger Yokohama, Giappone $50,000 – Cemento – 32S/32Q/16D Singolare - Doppio                 | Sanchai Ratiwatana Sonchat Ratiwatana 6–4, 6–4            | Riccardo Ghedin Yi Chu-huan        | Tatsuma Itō Matthew Ebden             | Aleksandr Kudrjavcev Jordan Thompson Yoshihito Nishioka Yūichi Sugita     |
| 16 novembre | Uruguay Open Montevideo, Uruguay $50,000+H – Terra rossa – 32S/32Q/16D                                | Guido Pella 7–5, 2–6, 6–4                                 | Inigo Cervantes                    | Pablo Cuevas Diego Schwartzman        | Carlos Berlocq Cristian Garín Andrej Martin Horacio Zeballos              |
| 16 novembre | Uruguay Open Montevideo, Uruguay $50,000+H – Terra rossa – 32S/32Q/16D                                | Andrej Martin Hans Podlipnik-Castillo 6–4, 3–6, [10–6]    | Marcelo Demoliner Gastão Elias     | Pablo Cuevas Diego Schwartzman        | Carlos Berlocq Cristian Garín Andrej Martin Horacio Zeballos              |
| 16 novembre | Champaign-Urbana Challenger Champaign, Stati Uniti $50,000 – Cemento (i)– 32S/32Q/16D                 | Henri Laaksonen 4–6, 6–2, 6–2                             | Taylor Fritz                       | Mackenzie McDonald Clay Thompson      | Malek Jaziri Mitchell Krueger Eric Quigley Austin Krajicek                |
| 16 novembre | Champaign-Urbana Challenger Champaign, Stati Uniti $50,000 – Cemento (i)– 32S/32Q/16D                 | David O'Hare Joe Salisbury 6–1, 6–4                       | Austin Krajicek Nicholas Monroe    | Mackenzie McDonald Clay Thompson      | Malek Jaziri Mitchell Krueger Eric Quigley Austin Krajicek                |
| 16 novembre | Internazionali Città di Brescia Brescia, Italia €42,500+H – Sintetico (i)– 32S/32Q/16D                | Igor Sijsling 6–4, 6–4                                    | Mirza Bašić                        | Luca Vanni Dustin Brown               | Farrukh Dustov Norbert Gombos Illja Marčenko Marco Chiudinelli            |
| 16 novembre | Internazionali Città di Brescia Brescia, Italia €42,500+H – Sintetico (i)– 32S/32Q/16D                | Ilija Bozoljac Igor Zelenay 6–0, 6–3                      | Mirza Bašić Nikola Mektić          |                                       |                                                                           |
| 23 novembre | ATP Challenger Tour Finals San Paolo, Brasile $220,000+H – Terra rossa – 8S                           | Inigo Cervantes 6–2, 3–6, 7–6(4)                          | Daniel Munoz-De La Nava            | Guilherme Clezar Guido Pella          | Usciti ai gironi Paolo Lorenzi Marco Cecchinato Radu Albot Farrukh Dustov |
| 23 novembre | Dunlop World Challenge Toyota, Giappone $40,000+H – Sintetico (i)– 32S/32Q/16D                        | Yoshihito Nishioka 6–3, 6–4                               | Aleksandr Kudrjavcev               | Konstantin Kravčuk Yūichi Sugita      | Sho Katayama Tucker Vorster Jason Jung Tatsuma Itō                        |
| 23 novembre | Dunlop World Challenge Toyota, Giappone $40,000+H – Sintetico (i)– 32S/32Q/16D                        | Brydan Klein Matt Reid 6–2, 7–6(3)                        | Riccardo Ghedin Yi Chu-huan        | Konstantin Kravčuk Yūichi Sugita      | Sho Katayama Tucker Vorster Jason Jung Tatsuma Itō                        |
| 23 novembre | Internazionali di Tennis Castel del Monte Andria, Italia €42,500+H – Cemento (i)– 32S/32Q/16D         | Ivan Dodig 6–2, 6–1                                       | Michael Berrer                     | Dudi Sela Jahor Herasimaŭ             | Jan Satral Luca Vanni Roberto Marcora Illja Marčenko                      |
| 23 novembre | Internazionali di Tennis Castel del Monte Andria, Italia €42,500+H – Cemento (i)– 32S/32Q/16D         | Marco Chiudinelli Frank Moser 7–6(5), 7–5                 | Carsten Ball Dustin Brown          | Dudi Sela Jahor Herasimaŭ             | Jan Satral Luca Vanni Roberto Marcora Illja Marčenko                      |

## Distribuzione punti
| Categoria torneo                                                 | Singolare | Singolare | Singolare                   | Singolare                   | Singolare                   | Singolare                   | Singolare | Singolare | Singolare | Singolare | Doppio        | Doppio        | Doppio        | Doppio        | Doppio        |
| Categoria torneo                                                 | V         | F         | SF                          | QF                          | 1/8                         | 1/16                        | Q         | Q3        | Q2        | Q1        | V             | F             | SF            | QF            | 1/8           |
| ---------------------------------------------------------------- | --------- | --------- | --------------------------- | --------------------------- | --------------------------- | --------------------------- | --------- | --------- | --------- | --------- | ------------- | ------------- | ------------- | ------------- | ------------- |
| Challenger Tour Finals                                           | 80+RR     | 30+RR     | 15/vittoria nel round robin | 15/vittoria nel round robin | 15/vittoria nel round robin | 15/vittoria nel round robin | N/A       | N/A       | N/A       | N/A       | Non disputate | Non disputate | Non disputate | Non disputate | Non disputate |
| Challenger $125.000+H Challenger €106.500+H                      | 125       | 75        | 45                          | 25                          | 10                          | 0                           | +5        | 0         | 0         | 0         | 125           | 75            | 45            | 25            | 0             |
| Challenger $125.000 o $100.000+H Challenger €106.500 o €85.000+H | 110       | 65        | 40                          | 20                          | 9                           | 0                           | +5        | 0         | 0         | 0         | 110           | 65            | 40            | 20            | 0             |
| Challenger $100.000 o $75.000+H Challenger €85.000 o €64.000+H   | 100       | 60        | 35                          | 18                          | 8                           | 0                           | +5        | 0         | 0         | 0         | 100           | 60            | 35            | 18            | 0             |
| Challenger $75.000 o $50.000+H Challenger €64.000 o €42.500+H    | 90        | 55        | 33                          | 17                          | 8                           | 0                           | +5        | 0         | 0         | 0         | 90            | 55            | 33            | 17            | 0             |
| Challenger $50.000 Challenger €42.500                            | 80        | 48        | 29                          | 15                          | 7                           | 0                           | +3        | 0         | 0         | 0         | 80            | 48            | 29            | 15            | 0             |
| Challenger $40.000+H Challenger €35.000+H                        | 80        | 48        | 29                          | 15                          | 6                           | 0                           | +3        | 0         | 0         | 0         | 80            | 48            | 29            | 15            | 0             |